# Val di Susa

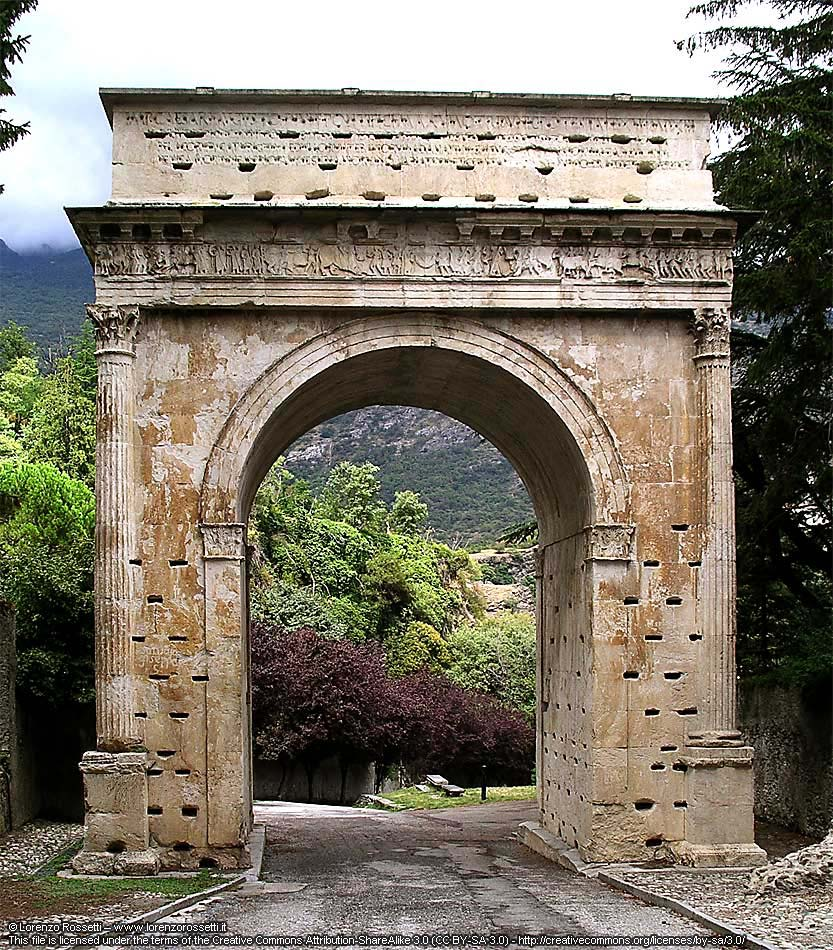
L'arco romano di Susa (9-8 a.C.)

La Val di Susa (Valsusa in piemontese) è una valle alpina situata nella parte occidentale del Piemonte, a ponente di Torino, confinante con la Francia a ovest: nonostante sia interamente appartenente al bacino idrografico del Po, e dunque alla regione geografica italiana, porzioni di alcune sue alte vallate laterali fanno politicamente parte della Repubblica francese in seguito ai trattati di pace del 1947 (circondario e Colle del Moncenisio nel Dipartimento della Savoia; Valle Stretta, versante padano dei valichi del Colle della Scala e Colle del Monginevro, vetta del Monte Chaberton nel Dipartimento delle Alte Alpi).
Lunga 80 km e con oltre 90 000 abitanti, è la più estesa e popolata valle del Piemonte. Prende il nome dall'antica città di Susa, situata in posizione baricentrica, anche se il suo centro più grande oggi è Avigliana; si pronuncia Valsusa in piemontese, Val Susa in occitano, Vâl Susa in arpitano, Vallée de Suse in francese.
Nell'alta valle si trova il punto più occidentale d'Italia (vetta della Rocca Bernauda, nel comune di Bardonecchia, 45°06′15″N 6°37′32″E).

## Geografia fisica
La valle, disposta in senso longitudinale, è percorsa dal fiume Dora Riparia. È toccata sia dalle Alpi Cozie (sulla destra della Dora e del Cenischia) sia dalle Alpi Graie (sulla sinistra dei medesimi corsi d'acqua).
I torrenti Dora di Bardonecchia e Cenischia formano due importanti vallate che si diramano da quella principale.
Il nome deriva dalla città di Susa, posta all'imbocco della Val Cenischia. Da quest'ultima proviene la strada che percorre il valico del Moncenisio, che proprio presso la città s'incontra con quella proveniente dal valico del Monginevro.

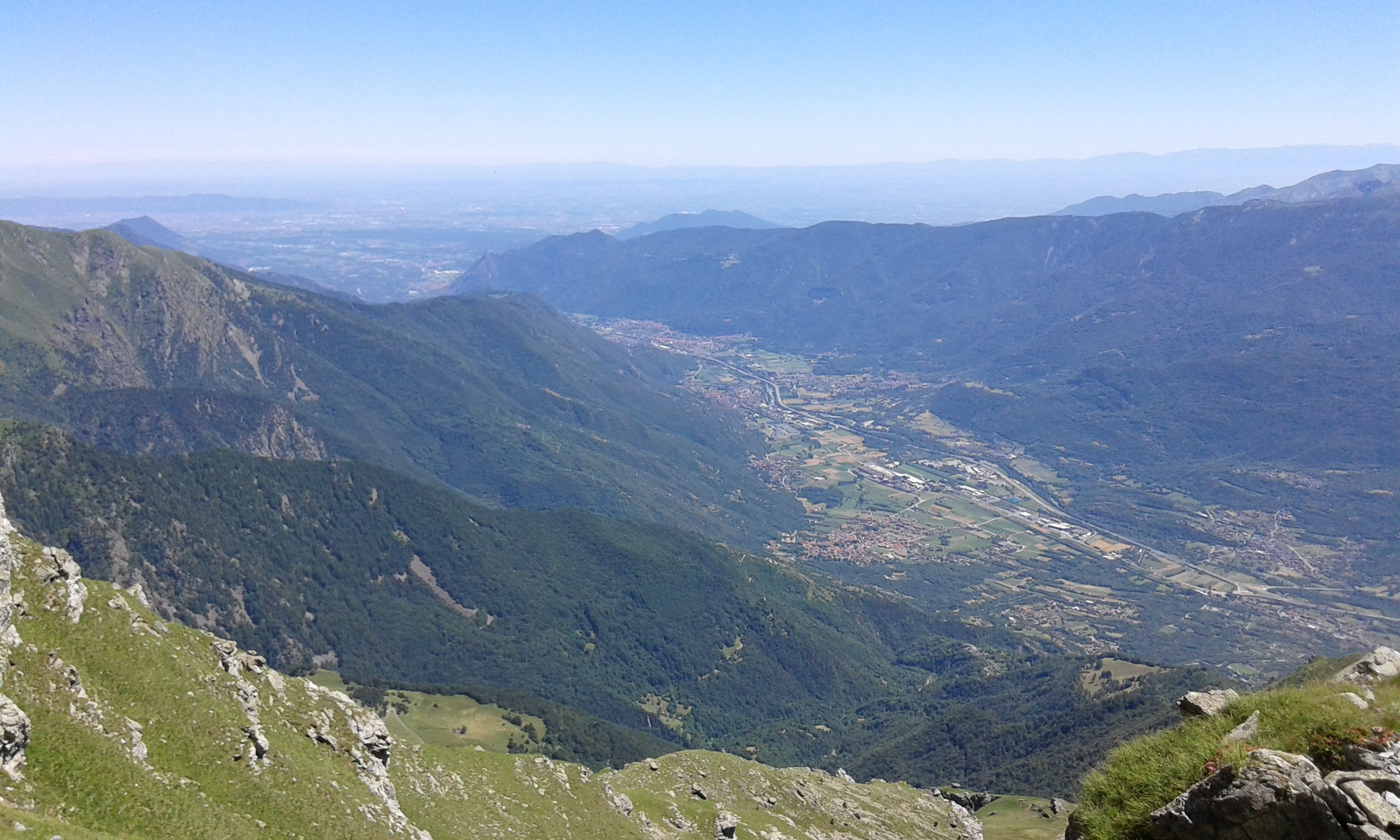
La bassa valle verso la pianura

### Orografia

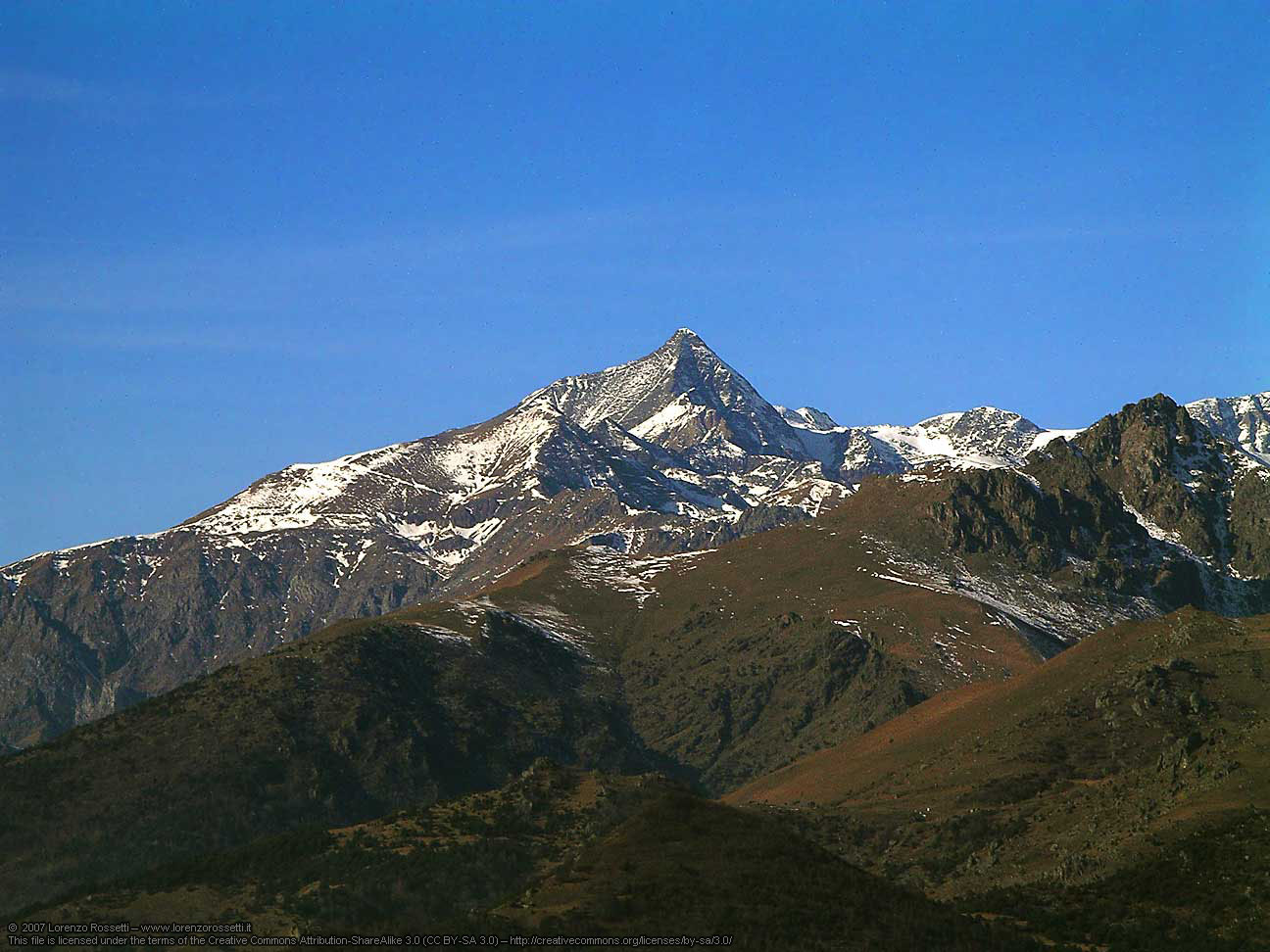
Rocciamelone

Il monte più alto della parte italiana della valle, nonché quello più facilmente individuabile dalla pianura, è il Rocciamelone (3 538 m).

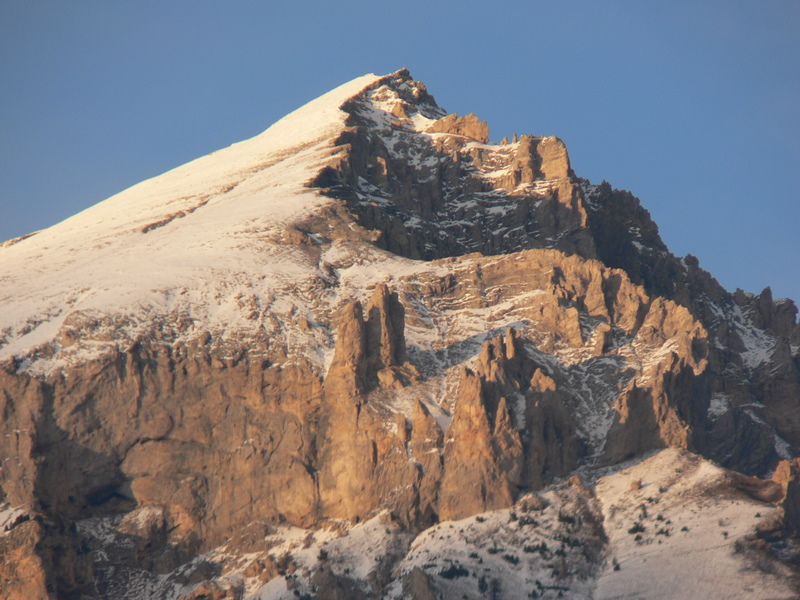
Monte Seguret, Oulx

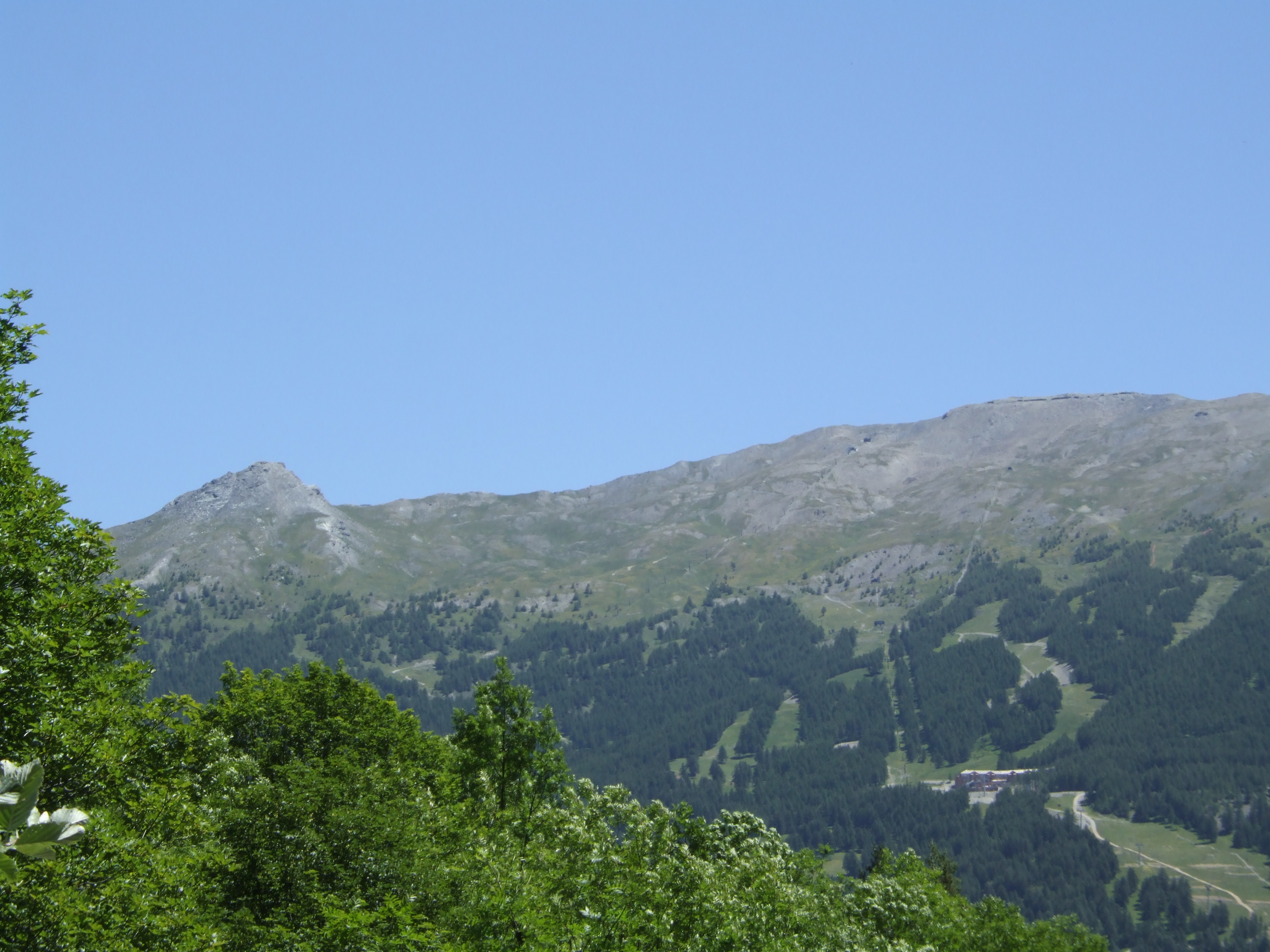
Monte Jafferau

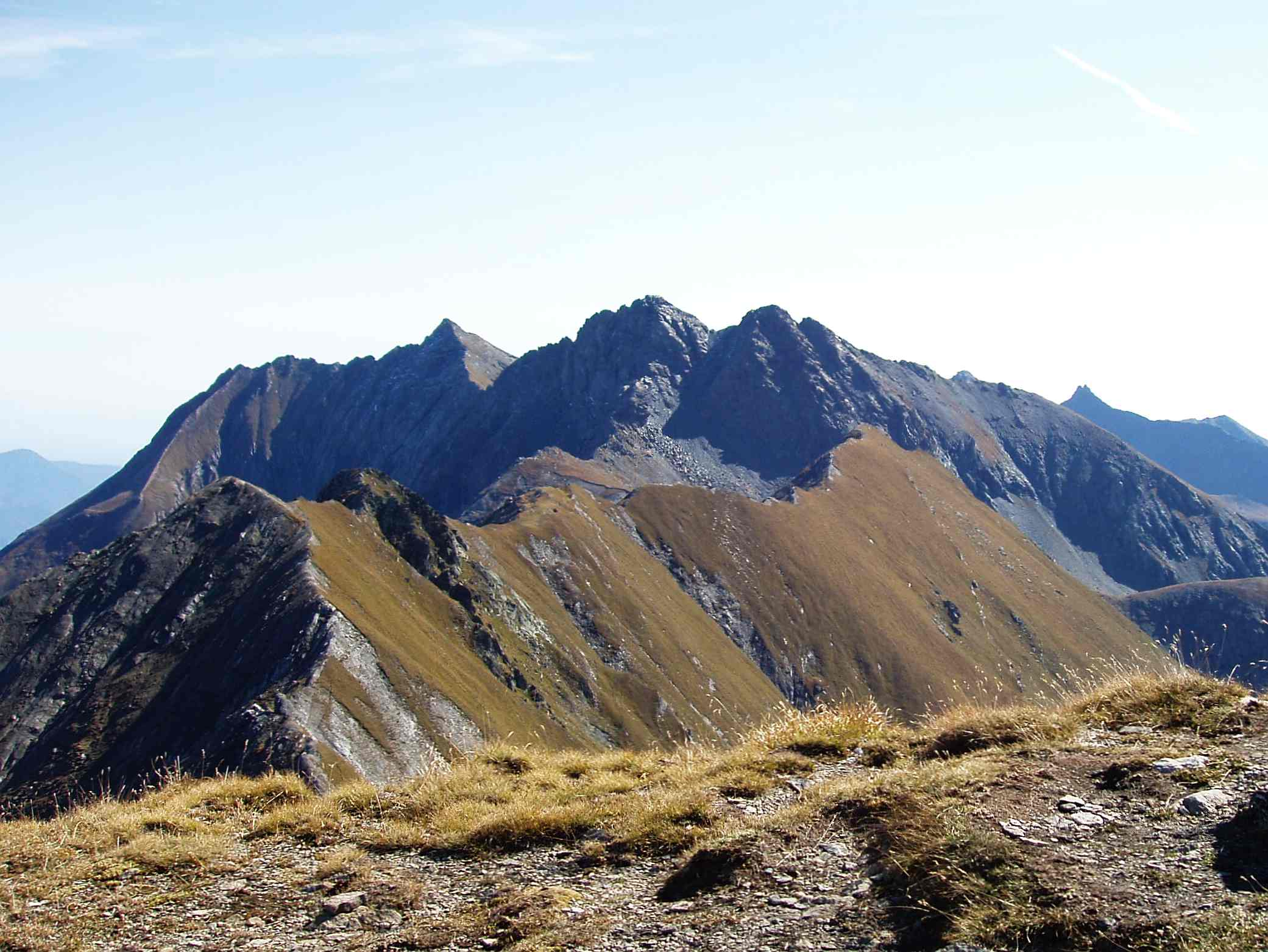
Monte Orsiera

Salendo la valle sulla destra troviamo nell'ordine i seguenti monti principali:
- appartenenti alle Alpi Graie (Alpi di Lanzo e dell'Alta Moriana): 
  - Monte Musinè - 1 150 m;
  - Rocca Sella - 1 508 m;
  - Monte Civrari - 2 302 m;
  - Rocca Patanua - 2 409 m;
  - Punta Lunella - 2 772 m;
  - Grand'Uja - 2 666 m;
  - Monte Palon - 2 965 m;
  - Rocciamelone - 3 538 m;
  - Punta Lamet - 3 504 m;
  - Punta Roncia - 3 612 m
- appartenenti alle Alpi Cozie (Alpi del Moncenisio): 
  - Rocca d'Ambin - 3 377 m (e tutto il Gruppo d'Ambin);
  - Punta Ferrand - 3 348 m;
  - Monte Niblè - 3 365 m;
  - Monte Seguret - 2 926 m;
  - Monte Jafferau - 2 805 m;
  - Punta Sommeiller - 3 332 m;
  - Rognosa d'Etiache - 3 382 m;
  - Pierre Menue - 3 505 m;
  - Punta Nera - 3 047 m;
  - Monte Fréjus - 2 936 m;
  - Rocca Bernauda - 3 225 m;
  - Monte Thabor - 3 178 m (totalmente in territorio francese anche se da un versante si attesta sulla Val di Susa);
  - Grand'Hoche - 2 762 m;
  - Monte Cotolivier - 2 105 m;
  - Monte Chaberton - 3 131 m (totalmente in territorio francese anche se tutti i versanti danno sulla Val di Susa).

Salendo la valle sulla sinistra troviamo nell'ordine i seguenti monti principali (tutti appartenenti alle Alpi Cozie - sottosezione Alpi del Monginevro): 
- - Monte Orsiera - 2 890 m (e tutto il massiccio dell'Orsiera-Rocciavrè);
  - Cima Ciantiplagna - 2 849 m;
  - Testa dell'Assietta - 2 567 m;
  - Monte Genevris - 2 533 m;
  - Monte Fraiteve - 2 702 m;
  - Punta Rognosa di Sestriere - 3 280 m;
  - Monte Barifreddo - 3 028 m;
  - Grand Queyron - 3 060 m;
  - Punta Ramiere - 3 303 m;
  - Roc del Boucher - 3 265 m;
  - Punta Merciantaira - 3 293 m[2]

### Valli

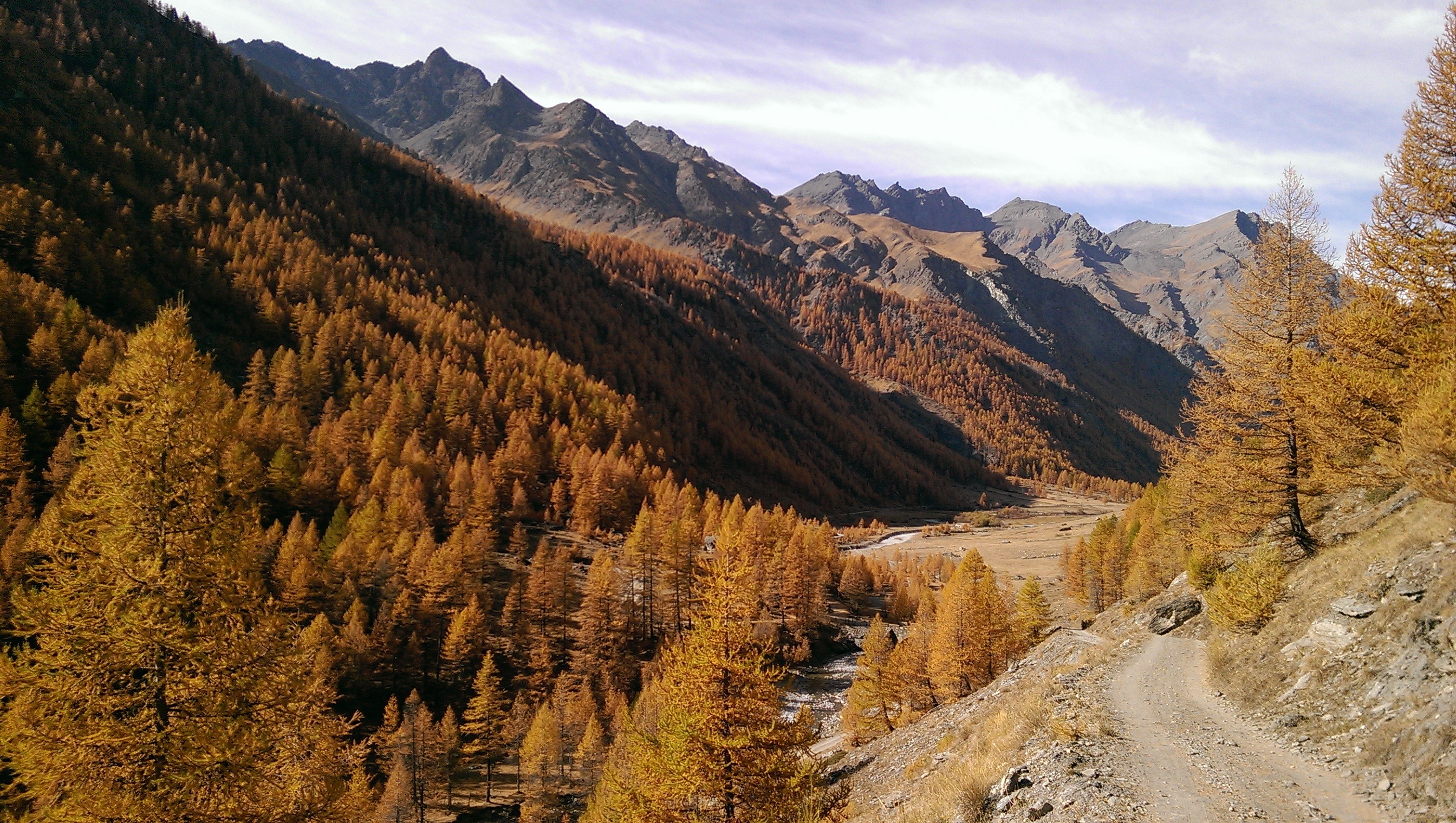
Valle Argentera

Lateralmente alla valle principale si individuano alcune valli laterali.
Partendo da Sestriere possiamo individuare:
- Valle Argentera
- Val Thuras
- Valle della Piccola Dora (che si dirama a sua volta a Clavière nel Vallon de Baisses e nel Vallone della Gimont)

Partendo dalla Valle Stretta fino all'imbocco della Valle possiamo individuare:
- Valle della Rho
- Valle del Frejus
- Vallone di Rochemolles (che si dirama a sua volta nella Valfredda)
- Val Clarea
- Val Cenischia
- Valle del Messa

### Valichi alpini

Il Valico del Moncenisio, panoramica.

#### Stradali

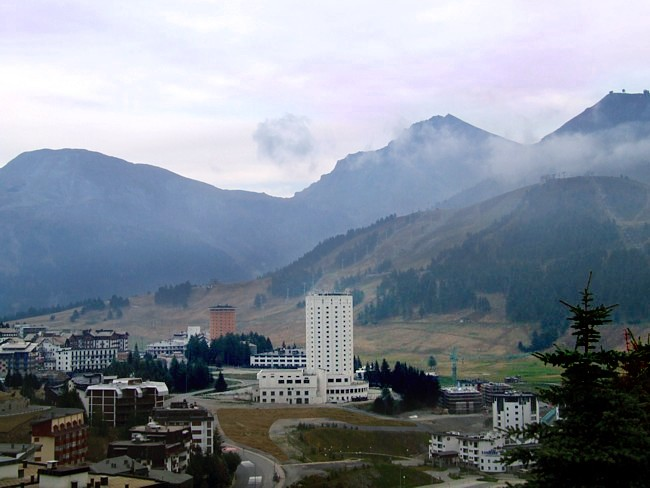
Colle del Sestriere

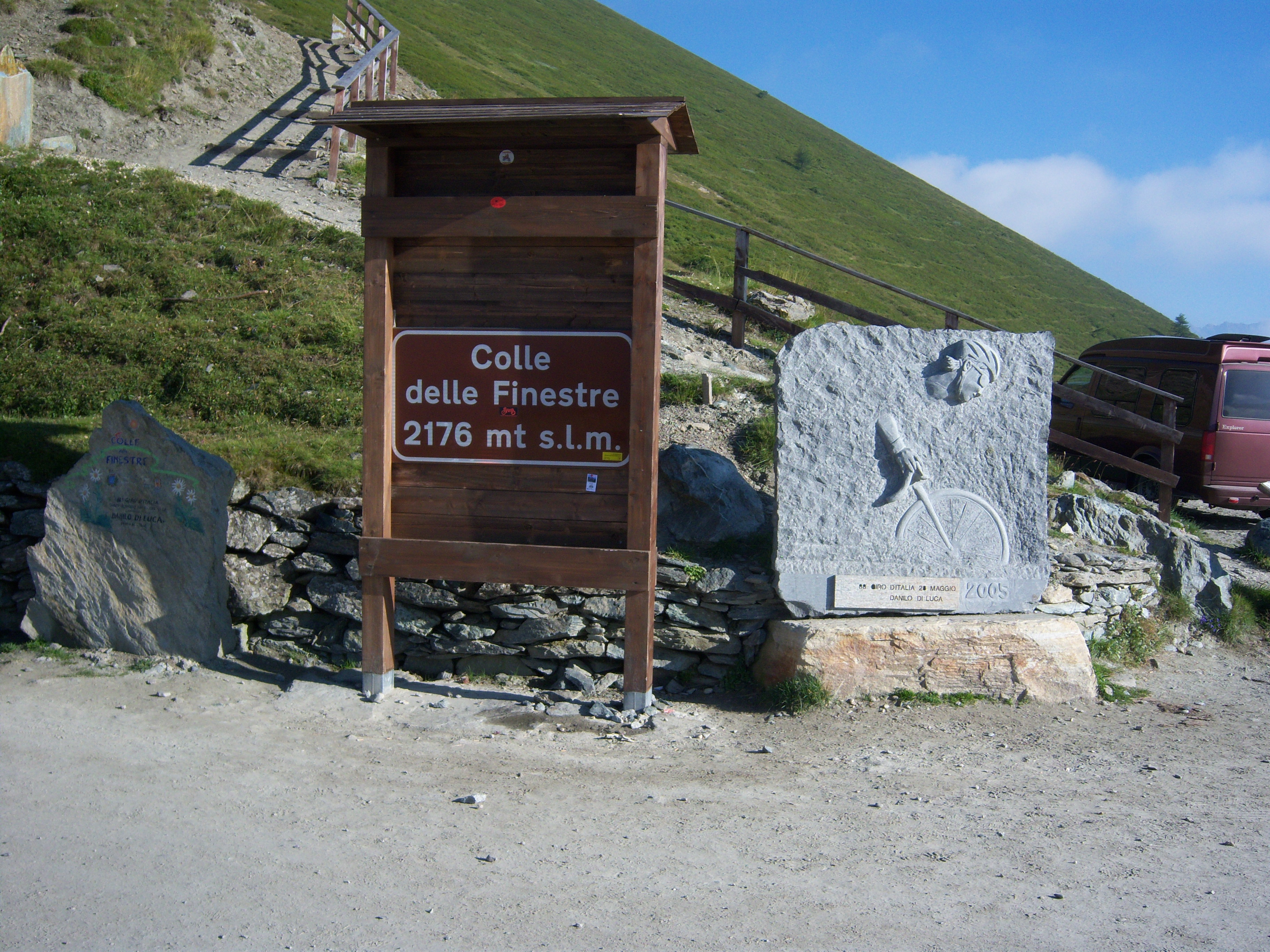
Colle delle Finestre, tra la Val di Susa e la Val Chisone

La Val di Susa, rispetto alle altre valli di confine tra l'Italia e la Francia, è quella che possiede i valichi alpini più agevoli e collocati a quote inferiori. Fin dall'antichità i suoi valichi hanno permesso scambi di popoli e di merci.
I valichi, dotati di strada e che interessano la valle, sono (in senso orario):
- Colle Braida - 1 007 m - dalla Val Sangone ad Avigliana;
- Colle delle Finestre - 2 178 m dalla Val Chisone a Susa;
- Colle del Sestriere - 2 021 - dalla Val Chisone a Cesana Torinese;
- Colle del Monginevro - 1 854 m - da Briançon a Cesana Torinese;
- Colle della Scala - 1 760 m - da Briançon a Bardonecchia;
- Colle del Moncenisio - 2 101 m - da Lanslebourg a Susa;
- Colle del Colombardo - 1 888 m - dalla Valle di Viù a Condove; [
- Colle del Lis - 1 311 m - dalla Valle di Viù a Rubiana.

#### Sentieri

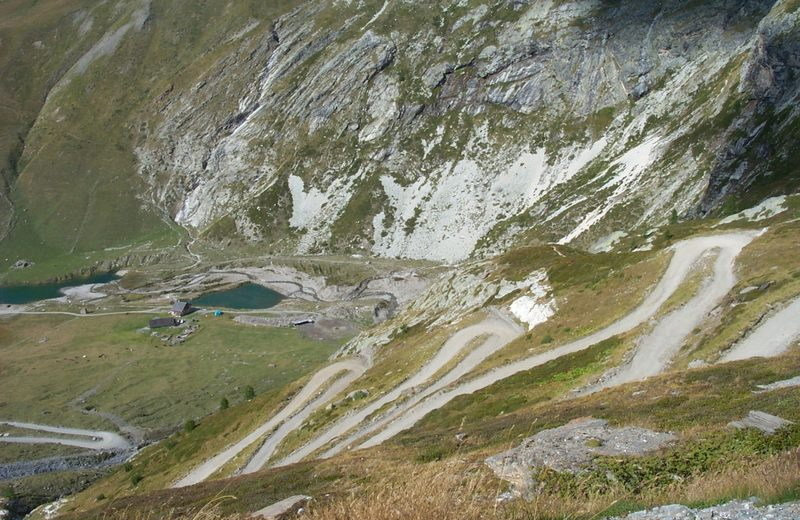
Colle del Sommeiller

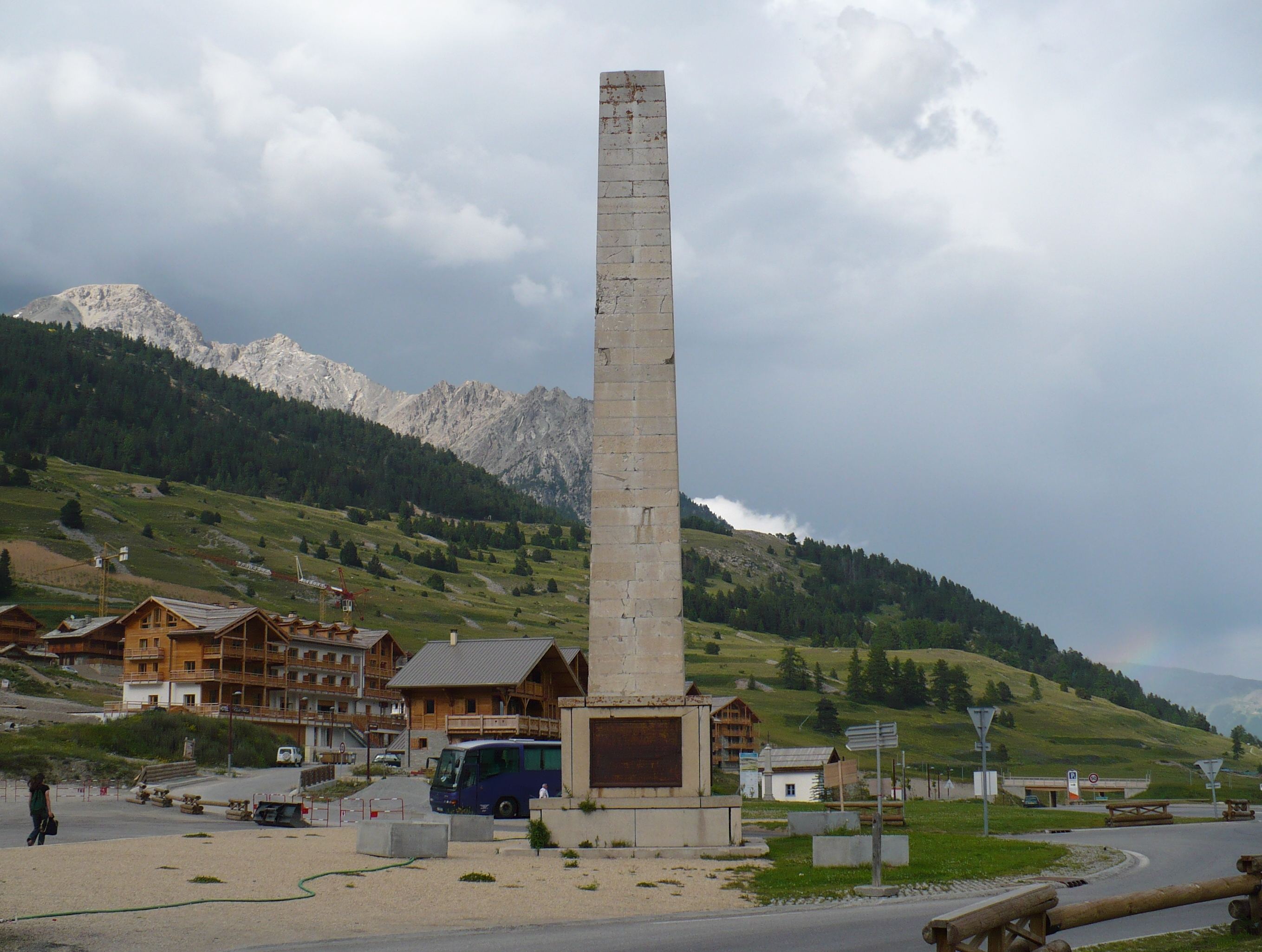
Colle del Monginevro

Altri valichi dotati solamente di sentiero di collegamento sono: 
- Colle Croce di Ferro 2 546 m- da Bussoleno all'alta valle di Viù (Lago di Malciaussia)
- Colle d'Ambin - 2 897 m - da Bramans a Exilles;
- Colle dell'Assietta - 2 472 m - da Exilles a Pragelato;
- Colle Chardonnét - 2 725 m - da Roure a Bussoleno;
- Colle Clapier - 2 491 m - da Bramans a Susa;
- Passo Clopaca - 2 750 m - Exilles;
- Colle d'Etiache - 2 787 m - da Bramans a Bardonecchia;
- Passo Fourneaux - 3 159 m - Bardonecchia;
- Colle del Fréjus - 2 542 m - da Modane a Bardonecchia;
- Passo Galambra - 3 050 m - da Exilles a Bardonecchia;
- Colle Gavia - 2 775 m - Bussoleno;
- Colle Giasset - 2 702 m - Moncenisio;
- Colle Malanotte - 2 582 m - da Roure a San Giorio di Susa;
- Passo dell'Orso - 2 477 m - da Névache a Oulx;
- Colle della Pelouse - 2 797 m - da Bardonecchia ad Avrieux;
- Colle del Pelvo - 3 063 m - Cesana Torinese;
- Colle del Piccolo Moncenisio- 2 183 m - Moncenisio;
- Colle di Pra Reale - 2 525 m - da Roure a San Giorio di Susa;
- Colle della Ramière - 3 007 m - Cesana Torinese;
- Colle della Rho - 2 566 m - da Modane a Bardonecchia;
- Colle del Sabbione - 2 560 m - da Roure a Bussoleno;
- Colle di Sollières - 2 639 m - Moncenisio;
- Colle del Sommeiller - 2 962 m - da Bramans a Bardonecchia;
- Colle superiore di Malanotte - 2 616 m - da Roure a San Giorio di Susa;
- Colle del Thuras - 2 798 m - da Cesana Torinese a Abriès;
- Colle des Trois Frères Mineurs - 2 589 m - Claviere;
- Colle delle Vallette - 2 303 m - da Coazze a San Giorio di Susa;
- Colle del Vento - 2 231 m - da Coazze a San Giorio di Susa;
- Collette Verte - 2 521 m - Claviere;
- Colle del Villano - 2 506 m - da Bussoleno a San Giorio di Susa

### Geologia
L'origine della Valle di Susa va ricercata tra i 40 e i 25 milioni di anni fa, durante una fase del processo dell'orogenesi alpina.
Sulla sinistra orografica dalla bassa valle e al Moncenisio si possono trovare calcescisti, gneiss, serpentini, micascisti e calcari. Il massiccio dell'Ambin è costituito da rocce cristalline e micascisti. Nell'alta valle vi sono calcescisti, quarziti, calcari e talvolta arenarie.
Sulla destra orografica da Rivoli ai laghi di Avigliana vi sono alcune formazioni moreniche. Da Avigliana a San Giorio si trovano gneiss e serpentini. Il massiccio dell'Orsiera-Rocciavrè è composto da gneiss e micascisti. Nell'alta valle vi sono infine calcescisti, serpentini e calcari.

### Idrografia
Fiumi

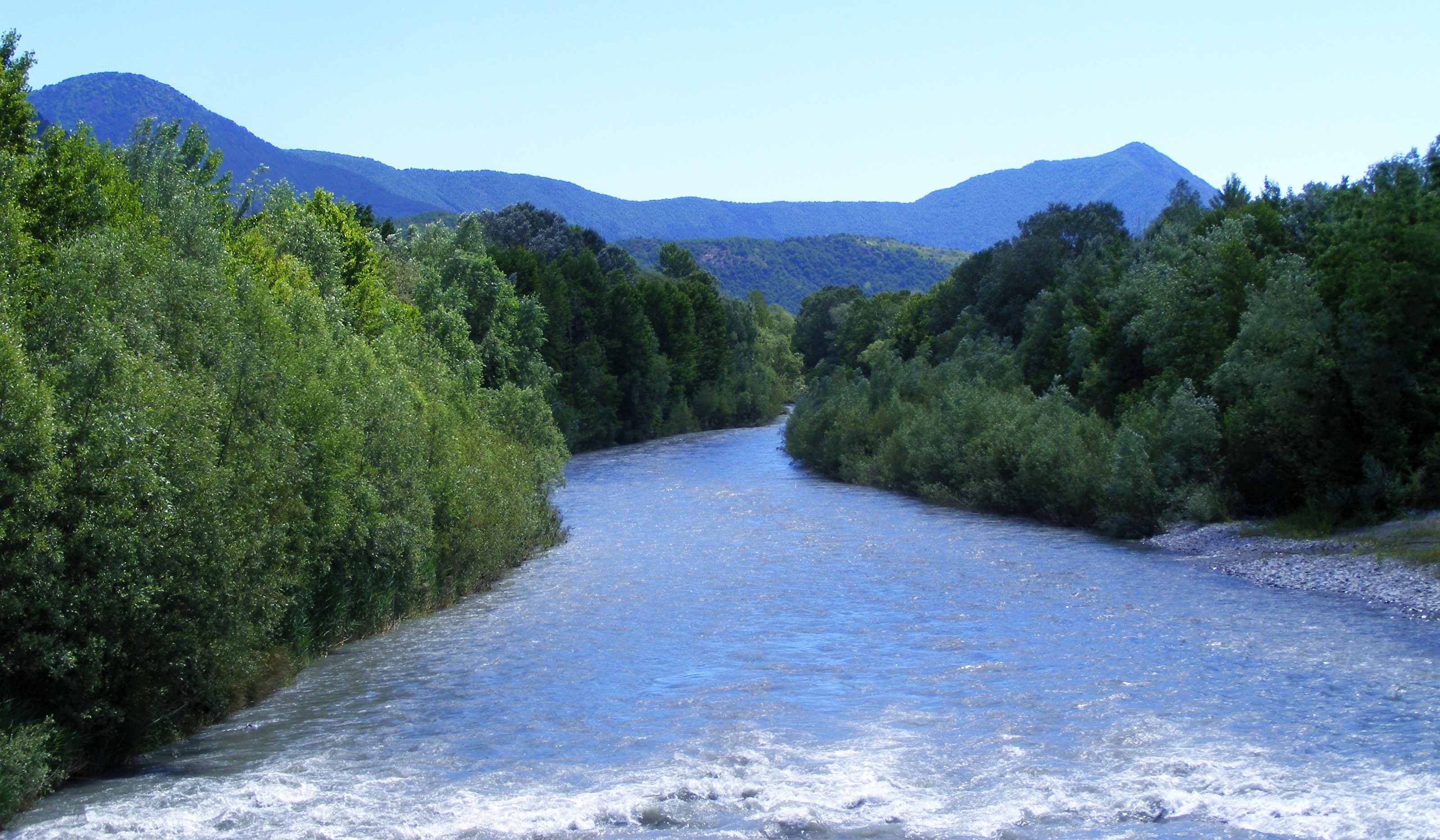
Dora Riparia

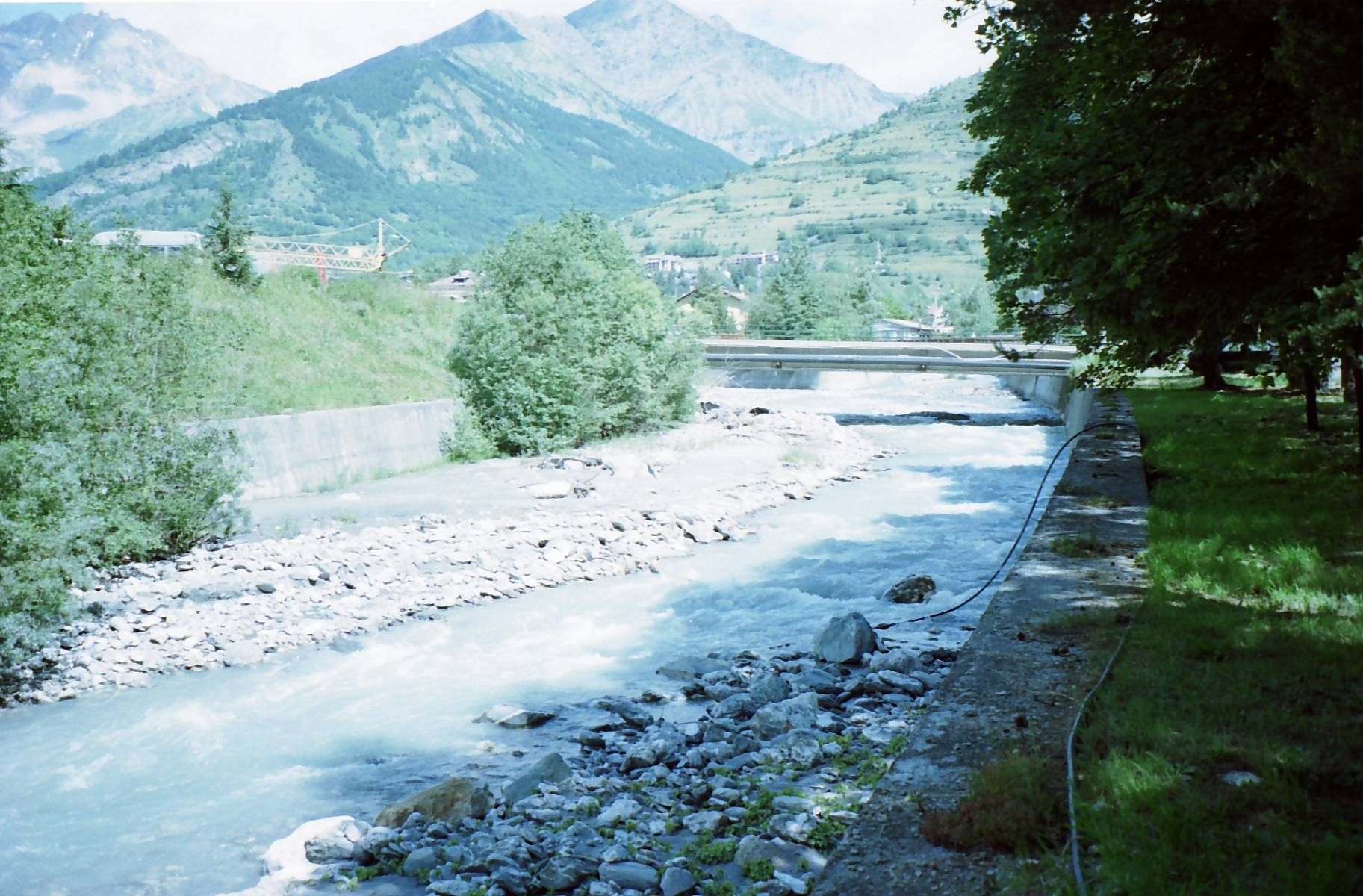
Dora di Bardonecchia

Il fiume principale della valle è la Dora Riparia, lungo 125 km e con un bacino di 1 340 km², affluente di sinistra del Po. La Dora Riparia si origina a Cesana dall'unione di due rami sorgentizi, la Piccola Dora, che nasce al Colle del Monginevro, sulle Alpi Cozie francesi, e il Torrente Ripa che nasce invece in Valle Argentera (comune di Sauze di Cesana).
- Affluenti principali della Dora Riparia:
  - Dora di Bardonecchia (nasce nella confluenza tra il Rio di Valle Stretta e il Torrente di Rochemolles a Bardonecchia e termina a Oulx);
  - Cenischia (nasce al Moncenisio e termina nella Dora Riparia a Susa);
- Torrenti in sinistra idrografica
Rio Rocciamelone (nasce dall'omonima cima e confluisce nella Dora dopo aver formato l'Orrido di Foresto); Rio Prebec (nasce nei pressi della Grand'Uia e raggiunge la Dora Riparia nella frazione Vernetto di Chianocco); Rio Pissaglio (nasce sul versante meridionale della Grand'Uia e dopo aver formato una spettacolare cascata confluisce nella Dora nei pressi di Bruzolo); Torrente Gravio di Condove (nasce sulla Punta Sbaron e termina a Condove); Torrente Sessi (nasce sul Monte Civrari, a est del Colombardo, e termina a Caprie); Torrente Messa (nasce sul Monte Civrari, a ovest del Colle del Lis e termina ad Avigliana).
- Torrenti in destra idrografica: Rio Gerardo (nasce al Colle del Sabbione e confluisce nella Dora Riparia a Bussoleno); torrente Gravio (nasce a nord della Punta Cristalliera e termina a Villar Focchiardo); Rio Scaglione (nasce nel Vallone degli Adretti nel Parco naturale Orsiera-Rocciavrè).
- Altri corsi d'acqua: torrente Thuras (nasce sul Colle di Thuras e termina nel Torrente Ripa a Bousson, frazione di Cesana); Torrente Rochemolles (nasce sulla Punta Sommeiller e termina nel Rio di Valle Stretta a Bardonecchia); Rio Valle Stretta (nasce sul Monte Thabor e confluisce nel Torrente di Rochemolles a Bardonecchia).

Laghi

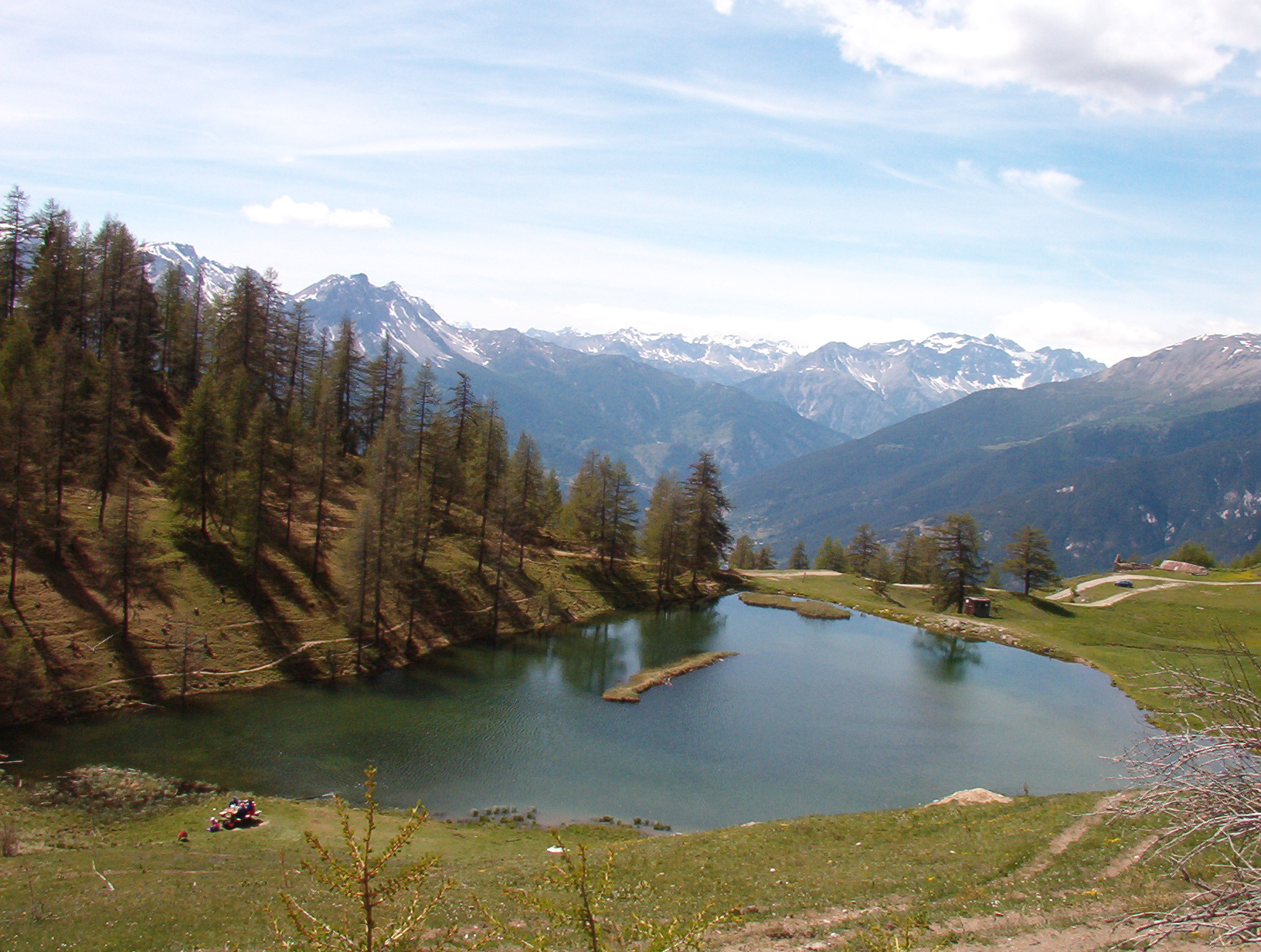
Lago dell'Alpe Laune sopra Sauze d'Oulx

Lago del Moncenisio (totalmente in territorio francese anche se del bacino della Val di Susa). Questo territorio era storicamente savoiardo prima dell'annessione del ducato alla Francia nel 1860 Laghetto dell'Alpe Laune (2 043 metri, Sauze d'Oulx), Lago dei 7 Colori (2 329 metri, Cesana), Lago di Rochemolles (1 950 metri, Bardonecchia); Lago Nero (Cesana); Lago Nero (Sauze d'Oulx); Lago Paradiso delle Rane (1 275 metri, San Giorio di Susa); Lago Verde (totalmente in territorio francese anche se in Val di Susa); Lago Rosso (1 960 metri, San Giorio di Susa); Lago della Vecchia (2 670 metri, collocato sul confine italo-francese); Laghi di Ferrera Cenisio: Lago Grande, Lago Piccolo; Laghi di Avigliana: Lago Grande, Lago Piccolo

### Ambiente
Le principali aree tutelate sono:

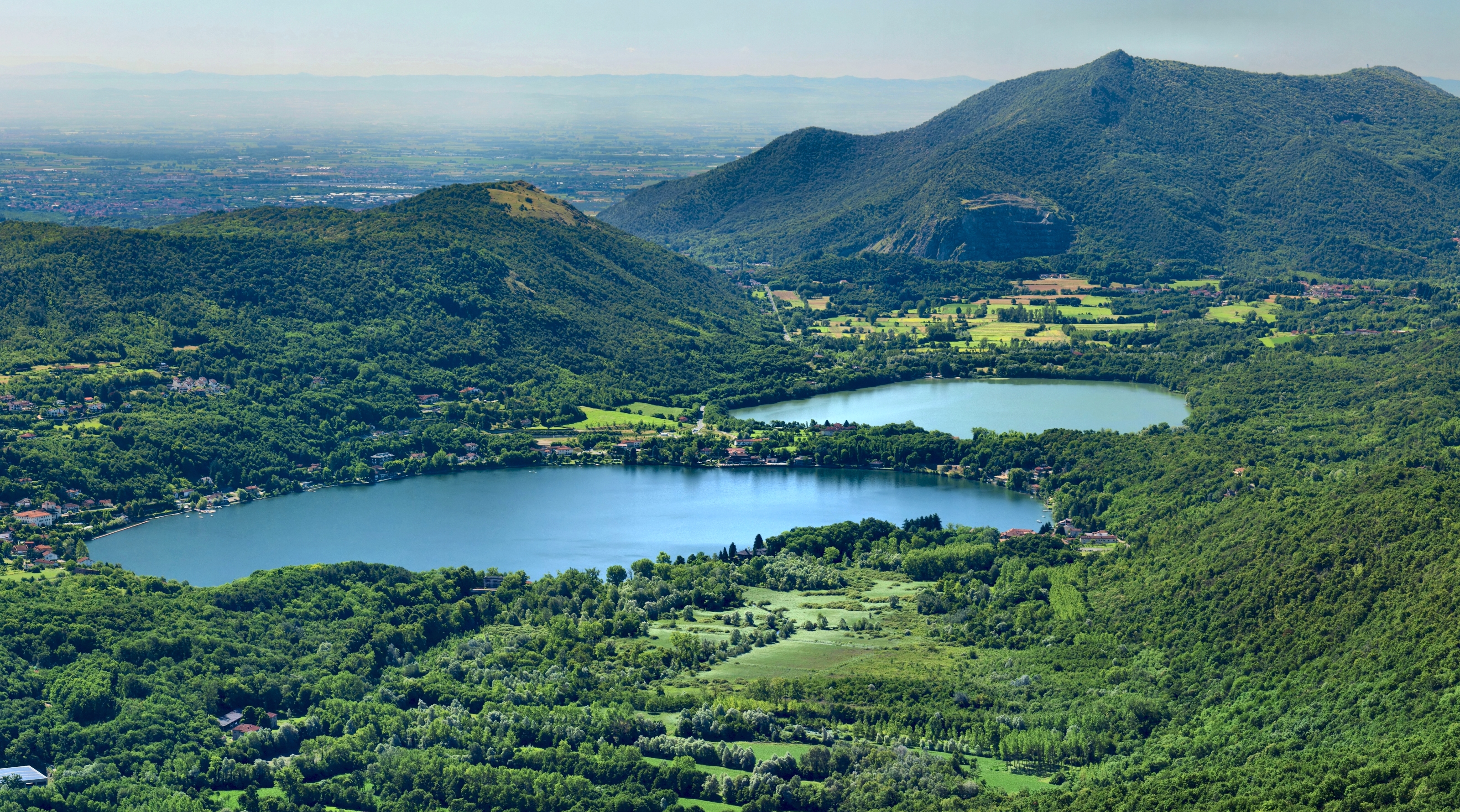
Parco naturale dei laghi di Avigliana

- Il Parco naturale del Gran Bosco di Salbertrand, si estende dalla riva destra della Dora Riparia allo spartiacque con la Val Chisone dai 1 000 ai 2 600 metri di quota.
- Il Parco naturale dei laghi di Avigliana, si estende su una superficie di oltre 400 ettari tra il centro storico di Avigliana e la Val Sangone.
- Il Parco naturale Orsiera-Rocciavrè si estende su oltre 11 000 ettari tra Val Chisone, Val Sangone e Bassa Val di Susa. È stato istituito dalla Regione Piemonte nel 1980, è una delle più grandi aree protette montane piemontesi, dopo il Parco nazionale del Gran Paradiso, il Parco naturale delle Alpi Marittime e Parco nazionale della Val Grande.
- La Riserva naturale dello stagno di Oulx, si estende su una superficie di circa 82 ettari nei pressi del comune di Oulx, è un sito di interesse comunitario.

#### Flora
La Val di Susa e la Val Chisone, a causa della loro posizione geografica, sono luogo d'incontro fra vegetazioni tipiche delle Alpi Marittime, Alpi Cozie Meridionali e Alpi Centrali. Nella porzione più bassa prevale il castagno puro o misto ad altre latifoglie, mentre salendo di quota s'incontra il faggio ceduo. Nei versanti esposti a sud si trovano la roverella e il pino silvestre. All'interno della Valle prevale il larice insieme al pino cembro, che lo sostituisce alle alte quote. L'abete rosso e l'abete bianco costituiscono la parte prevalente del Gran Bosco di Salbertrand.

#### Fauna

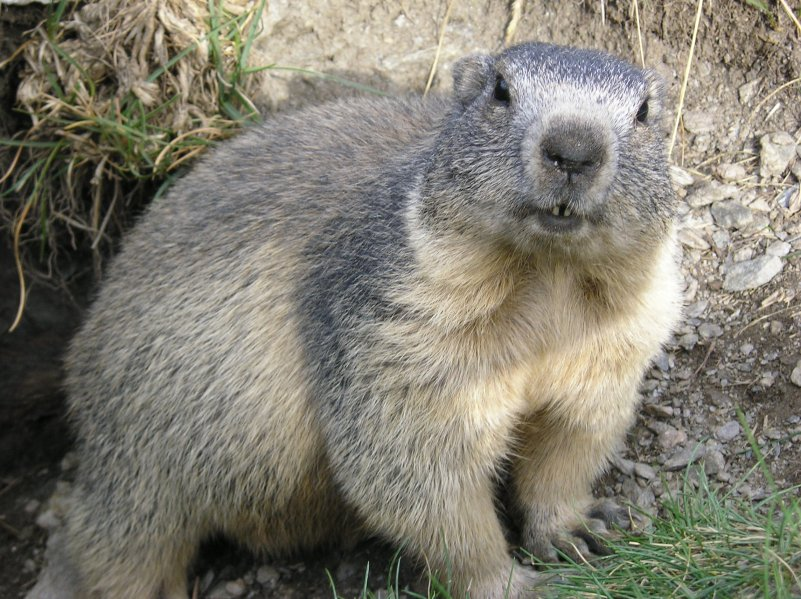
Una marmotta

La Val di Susa ospita una fauna ricca di varietà.
I mammiferi sono di tipo medio-europeo e sono costituiti soprattutto da micromammiferi. Fra questi si segnalano varie specie di toporagno e di topi, il moscardino, il quercino e le arvicole. Sono presenti anche il riccio europeo occidentale e la talpa europea.
Tra i lagomorfi sono presenti la lepre europea e, ad altitudini maggiori, la lepre alpina o bianca. I roditori sono rappresentati dallo scoiattolo, dalla marmotta e dal ghiro.
Sono presenti sei specie di ungulati selvatici: il cervo nobile o cervo europeo, il capriolo, il camoscio alpino, lo stambecco o stambecco delle Alpi, il muflone e il cinghiale.
Nella Valle sono presenti numerose specie di carnivori.
Tra i mustelidi, nelle zone a media altitudine vivono la martora comune o martora eurasiatica, la faina, la donnola e il tasso mentre a quote superiori si può incontrare l'ermellino. Fra i canidi sono presenti la volpe e il lupo. Negli ultimi anni sono stati trovati segni di presenza della lince sia in Val Chisone sia in Alta Valle di Susa.

### Clima
Il clima della Val di Susa è tipicamente alpino. Le Alpi Cozie, protette dal Monviso, sono generalmente secche, mentre le Alpi Graie hanno precipitazioni frequenti. Le Alpi Cozie settentrionali sono caratterizzate da importanti quantità di precipitazioni nevose ma inferiori rispetto alle Alpi Graie.
La Val di Susa è la valle alpina occidentale più ampia: in essa si incanalano facilmente le perturbazioni a direzione ovest-est, che caratterizzano la valle con frequenti venti di föhn di forte intensità.

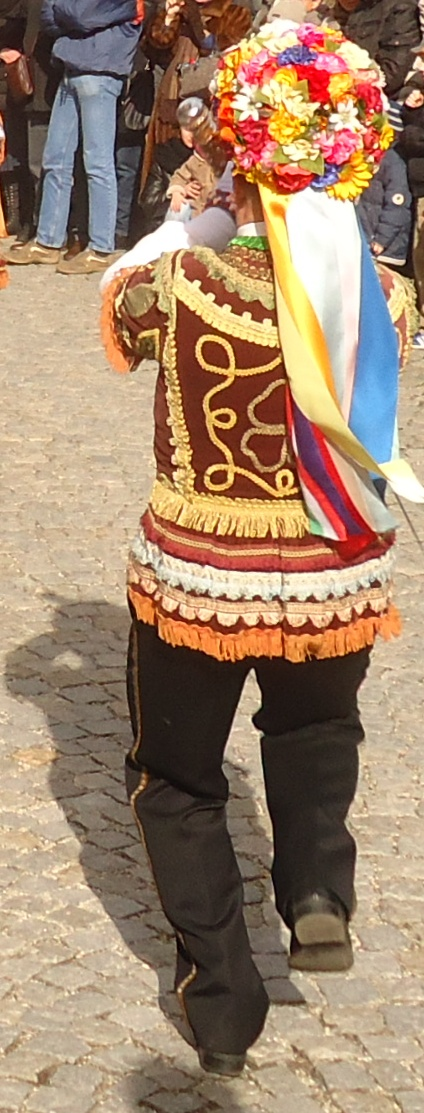
Spadonaro di Venaus durante la danza delle spade

## Storia

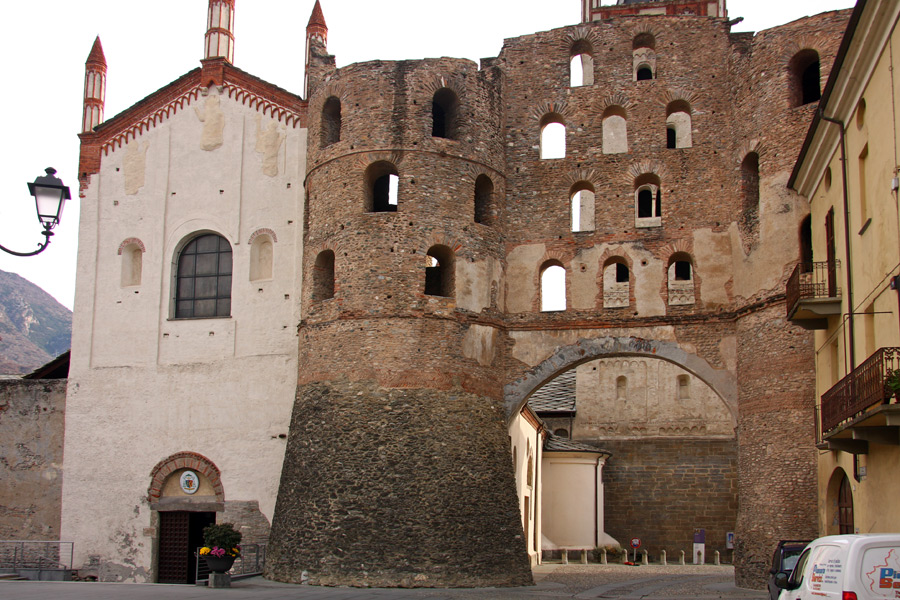
Porta Savoia, una delle Porte romane di Susa

### Epoca antica
I primi insediamenti stabili dell'uomo risalgono circa al quinto millennio a.C., ma le prime evidenti testimonianze risalgono ai secoli V e VI a.C., e risultano costituite perlopiù da coppelle scavate nella roccia, incisioni e iscrizioni rupestri presenti in gran numero in tutta la vallata.
Alcuni antropologi ritengono che qui sia avvenuto l'incontro fra tribù celtiche transalpine e celto-liguri locali, per altri invece l'influenza celtica è stata minima. Al tempo della Roma repubblicana i valichi alpini valsusini incominciarono ad acquisire un'importanza militare strategica: si ipotizza che qui sia transitato l'esercito di Annibale, forse dal Valico del Monginevro o dal Colle del Moncenisio, nel 218 a.C. Nel 61 e nel 58 a.C., fu la volta di Giulio Cesare in marcia verso le Gallie, dopo un accordo con il sovrano locale Donno. Dai Commentarii de bello Gallico (lib. I, cap. X) si evince che il confine tra la Gallia Cisalpina e la Gallia transalpina fosse situato nella bassa valle, a Ocelum (a ovest della Statio ad fines romana, odierna Drubiaglio di Avigliana).
L'alleanza tra romani e genti locali venne forse sancita tra il 13 e il 12 a.C. con un patto tra il re Cozio, figlio di Donno, e l'imperatore Augusto, celebrata nel fregio dell'Arco di Augusto che venne eretto a Susa. La Via Domizia qui prendeva il nome di Via Cozia. Dopo tre secoli di relativa pace ebbe inizio un nuovo periodo di guerre, dovute anche al progressivo indebolimento dell'apparato statale romano. Nel 311 d.C. vi fu, da parte di Costantino, l'assedio di Susa alleata del rivale Massenzio. I rapporti con il potere centrale si fecero via via sempre più labili, mentre incominciavano le prime invasioni barbariche.

### Periodo medioevale
Alto Medioevo

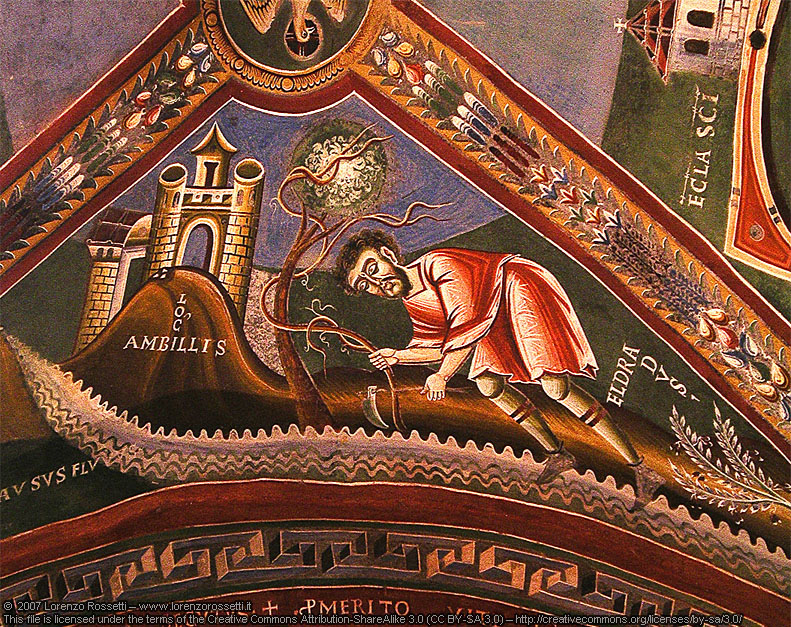
Vita di Sant'Eldrado affrescata nell'omonima cappella dell'Abbazia di Novalesa nell'XI secolo

Dopo la caduta dell'Impero romano d'Occidente il dominio fu dei Goti (c. 490-530), dei Bizantini (c. 530-570) e, nella bassa valle, dei Longobardi (c. 570-774). Il confine tra il regno Longobardo e quello dei Franchi, alcuni chilometri a monte di quello romano, fortificato e militarizzato in modo permanente, era conosciuto allora come Clusae Longobardorum (Chiuse Longobarde). L'abbazia di Novalesa fu fondata nel 726 ai piedi del Colle del Moncenisio come avamposto Franco a monte del confine. Tra il 773 e il 774 l'esercito di Carlo Magno calò in Italia attraverso il Valico del Moncenisio e sconfisse i Longobardi. Suo figlio Ludovico fondò l'Ospizio del Moncenisio per dare assistenza ai viandanti sul colle omonimo. Dopo la morte di Carlo Magno seguirono le invasioni Ungare (c. 900-950) e Saracene (c. 890-970). Arduino Glabrione, liberata la valle ormai desolata, ne incominciò la ricostruzione. Tra il 983 e il 987 su un monte all'imbocco della Valle venne fondata l'imponente Sacra di San Michele della Chiusa da un nobile del Sud della Francia di ritorno da un pellegrinaggio, opera nella tradizione di eremiti dell'antistante monte Caprasio, guidati da San Giovanni Vincenzo.
Basso Medioevo

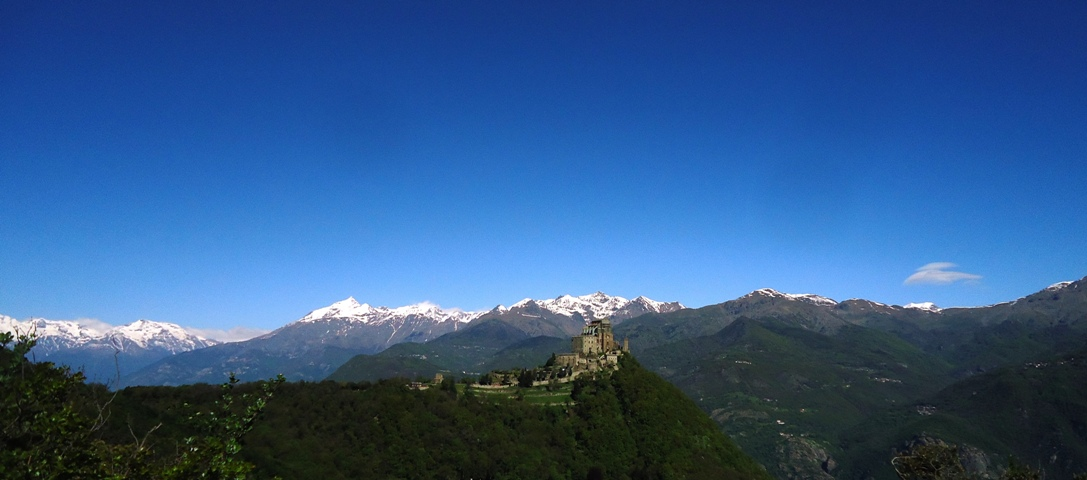
La Sacra di San Michele della Chiusa (TO) sul Monte Pirchiriano; sullo sfondo le cime valsusine

I decenni precedenti il 1000 videro un vuoto di potere in valle di Susa dovuto alle incursioni saracene. Nell'anno 1001 Olderico Manfredi, nipote di Arduino Glabrione, ottenne dall'imperatore Ottone III la conferma del dominio sulla "terza parte della valle".
Nel 1029 fondò l'abbazia di San Giusto di Susa, donandole una ricca parte delle proprie terre. L'unione della casata arduinica con quella Sabauda avvenne nel 1046 quando Adelaide, figlia di Olderico Manfredi, sposò Oddone, figlio di Umberto Biancamano. Dopo la morte di Adelaide l'Alta Valle passò nella sfera d'influenza del Delfinato, mentre la Bassa Valle rimase fedele alla casata sabauda. Numerosi centri religiosi fiorirono lungo la Via Francigena. Oltre a Novalesa, S. Michele della Chiusa, San Giusto di Susa, vi furono la Prevostura di San Lorenzo di Oulx, poi Sant'Antonio di Ranverso fondata sul finire del XII secolo come ospedale in seguito alle epidemie di "fuoco Sacro", la Certosa di Montebenedetto che a partire dal 1197 ospitò i monaci della Certosa della Losa, il Convento di San Francesco (Susa) e alcuni ospedali gerosolimitani a San Giorio di Susa, Susa, Chiomonte.

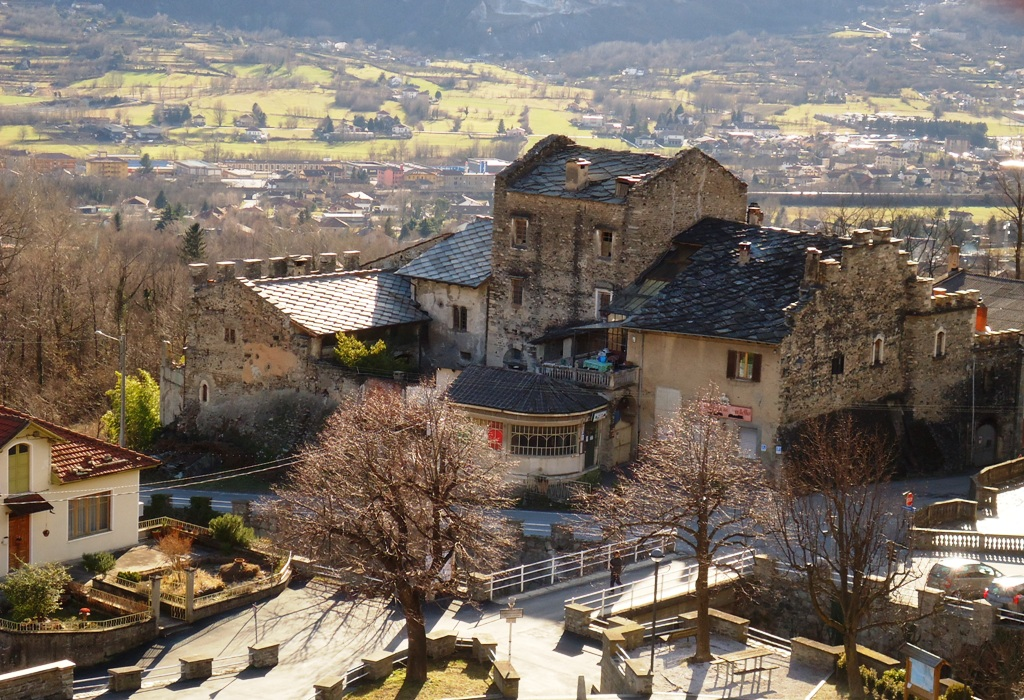
Panoramica del Castello di Chianocco dove secondo la leggenda sarebbe morta la contessa Adelaide di Susa, cugina di Matilde di Canossa e suocera dell'imperatore Enrico IV

Nel XIII secolo vi fu abbondanza dei raccolti e la ripresa dei traffici commerciali, in particolare attraverso il valico del Moncenisio. Le attività agricole vennero regolamentate e ad alcune città come Susa e Avigliana furono concessi degli statuti mentre i molti castelli, da opere puramente difensive, si trasformarono nelle residenze fortificate dei signori feudali.
Il XIV secolo vide le lotte delle famiglie aristocratiche e la rivalità fra la Savoia e il Delfinato. Nel 1349 il Delfino Umberto II fece atto di donazione delle sue piazzeforti al re di Francia, e accettò che l'erede al trono francese portasse il titolo di "Delfino". Il confine francese venne così a ritrovarsi a metà valle e a ridosso dei domini sabaudi di Amedeo VI (il "Conte Verde").
Nel XV secolo le abbazie presentavano evidenti segni di declino: il numero dei monaci diminuiva, e quelle principali come la Sacra di San Michele e la Novalesa erano ormai gestite da abati commendatari. La Certosa di Montebenedetto fu abbandonata a favore di quella di Banda.

### Età moderna

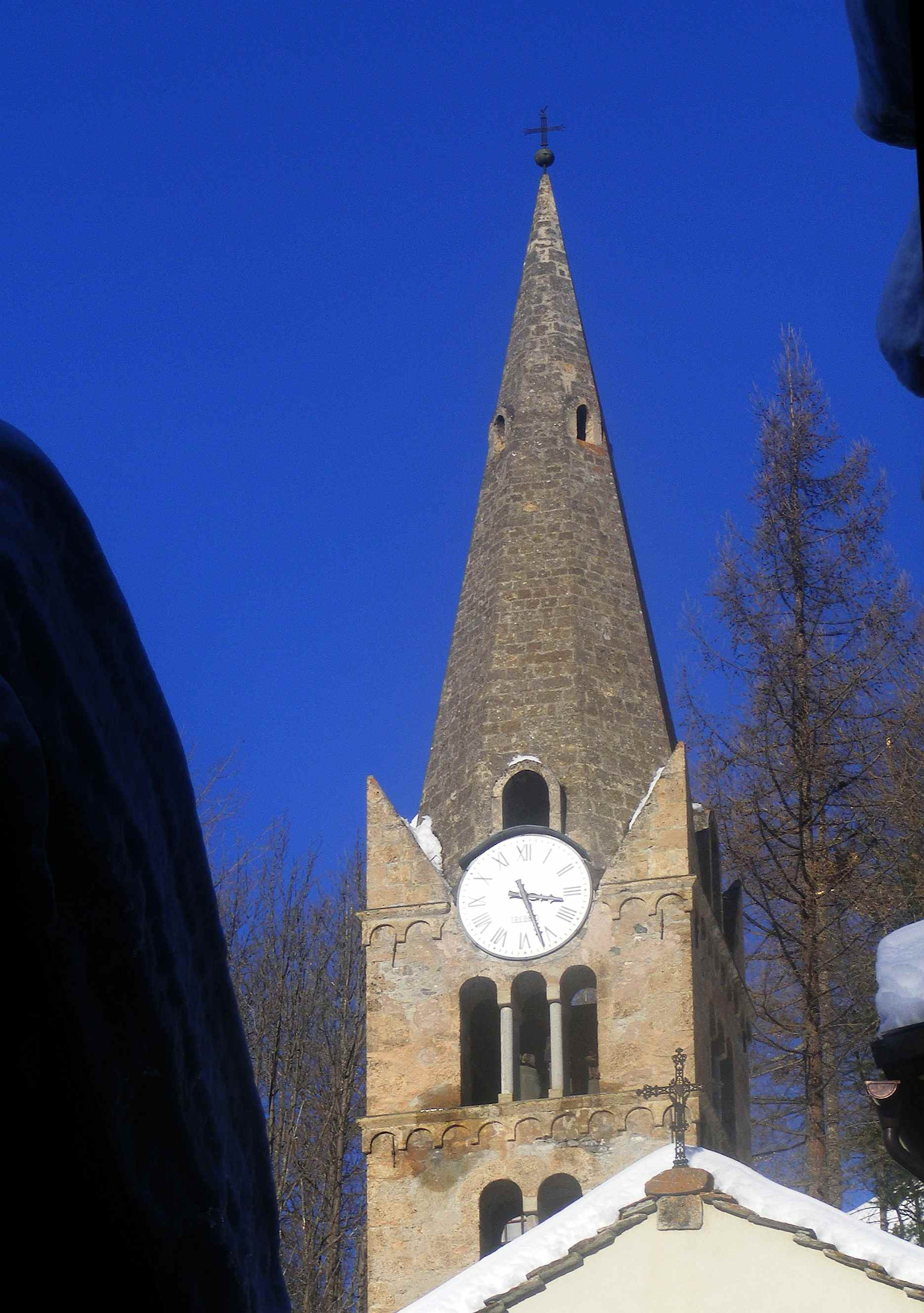
Bousson, campanile

Punto di passaggio fondamentale per le comunicazioni tra la penisola italiana e il nord-ovest europeo, durante il XVI secolo la valle di Susa fu in balia degli eserciti di Carlo V e Francesco I di Francia. Diversi episodi storici sono anche stati ripresi da importanti scrittori.
La seconda metà del secolo vide in tutta Europa il divampare delle guerre di religione, che qui si concretizzarono in un'aspra lotta contro la Riforma, in particolare fra la componente Cattolica e le componenti Ugonotte e Valdesi. Tra il 1526 e il 1533 Colombano Romean scavò a Chiomonte sotto la Cresta dei Quattro denti il tunnel di 500 metri chiamato Pertus, che porta l'acqua nei campi delle borgate di Cels e Ramat. L'episodio è stato romanzato dallo scrittore Alessandro Perissinotto nel libro "La canzone di Colombano". 

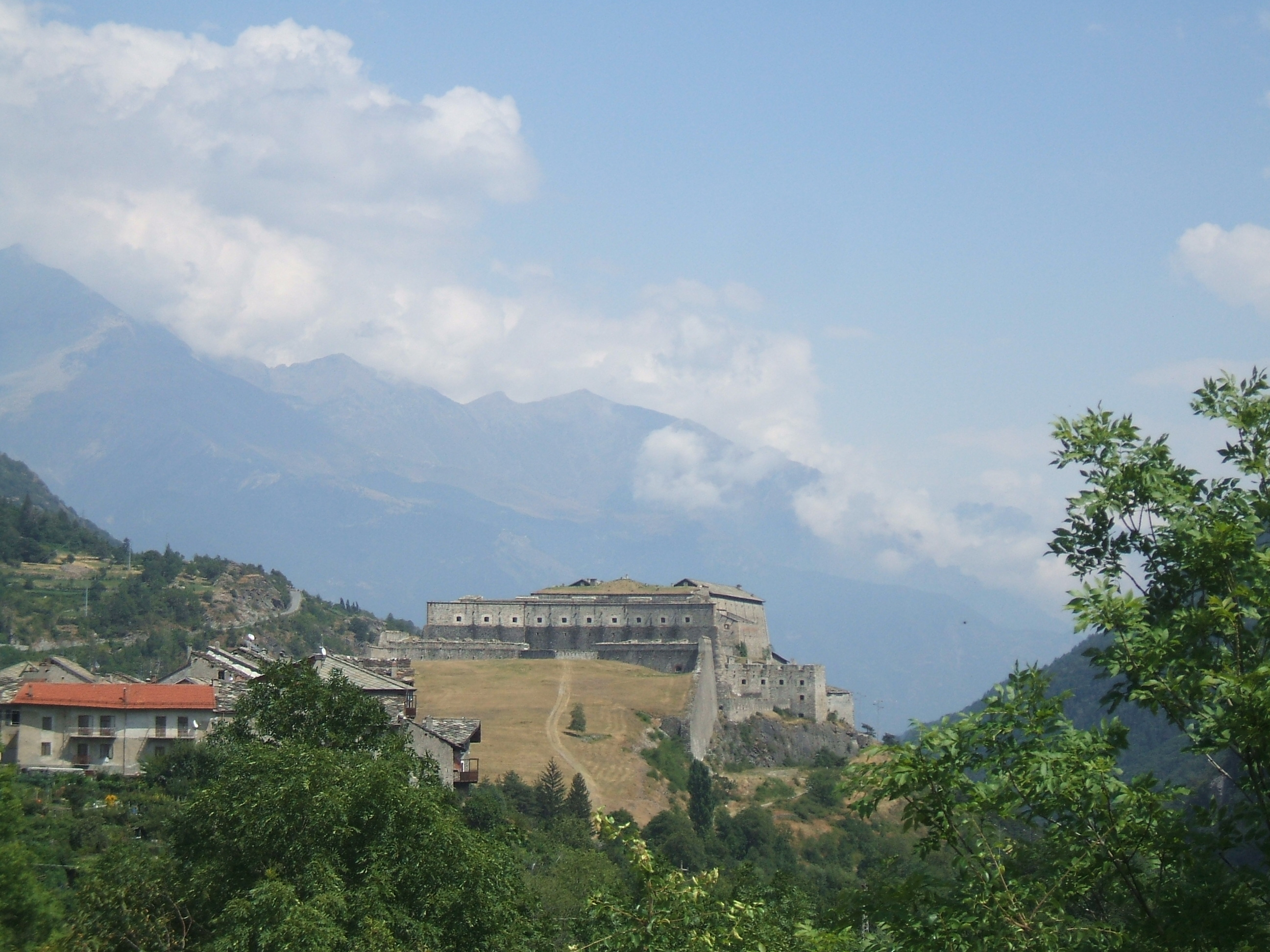
Il Forte di Exilles

Nel XVII secolo il territorio fu teatro di eventi bellici nell'ambito delle guerre tra Francia e Spagna.
Tra il 21 e il 25 aprile del 1610 si stipulò il Trattato di Bruzolo, alleanza offensiva e matrimoniale, tra gli emissari di Enrico IV re di Francia e il duca Carlo Emanuele I di Savoia. I patti stipulati nel Castello di Bruzolo decaddero repentinamente il 14 maggio 1610 per l'uccisione di Enrico IV di Francia da parte di François Ravaillac e un rovesciamento delle alleanze stabilito da Maria de' Medici appena nominata regina.
Nel 1622 fu chiusa l'abbazia della Sacra di San Michele. Nel 1628 si registrò una grave carestia e a partire dal 1629 si diffuse la peste, quando la parte bassa della Valle venne invasa e occupata dalle truppe francesi con a capo Richelieu, proveniente dall'Alta Valle Susa, zona dal medioevo appartenente al Delfinato e quindi al Regno di Francia. Dopo la battaglia del Passo di Susa (odierno comune di Gravere, allora zona del confine), episodio romanzato anche nel libro "La Sfinge Rossa" di Alexandre Dumas, addirittura il re di Francia Luigi XIII in persona si insediò nel Castello di Susa per circa un mese. Il Forte di Exilles divenne sempre più strategico e venne ampliato. Secondo una leggenda tra il 1681 e il 1687 vi fu imprigionato il personaggio chiamato Maschera di Ferro", ripreso anche da Alexandre Dumas.

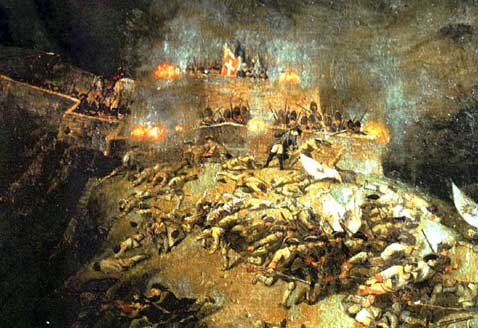
La morte di Belle-Isle all'Assietta

Giaglione e Salbertrand nel 1689 durante il Glorioso rimpatrio furono teatro degli scontri definitivi che permisero ai Valdesi esiliati in Svizzera di rientrare nelle loro Valli. 
Nel 1690 Vittorio Amedeo II, forte della nuova alleanza coi Valdesi, aderì alla lega contro Luigi XIV. Ciò suscitò come reazione l'invio delle truppe del generale Catinat, fonte di saccheggi e devastazioni. Nel 1697 in virtù di un trattato di pace le terre di Susa tornarono in mano Sabauda.
Nel XVIII secolo la Valle fu coinvolta nelle guerre di successione europee. La conquista al Piemonte dell'alta valle, nel 1708, venne poi sancita dal trattato (di Utrecht) nel 1713. Si restaurò il forte di Exilles e costruì il grande forte della Brunetta a Susa, in sostituzione di quello obsoleto di Santa Maria. Il 19 luglio 1747 la Guerra di successione austriaca vide uno scontro importante per il Piemonte sullo spartiacque con la Val Chisone, la Battaglia dell'Assietta. La seconda metà del Settecento fu un periodo di relativa pace.

### Età contemporanea
| Lo scrittore Alessandro Manzoni citò la valle in alcuni versi della tragedia Adelchi (1822): «Sorto all'aurora, al buon pastor la via Addimandai di Francia. - Oltre quei monti Sono altri monti, ei disse, ed altri ancora; E lontano lontan Francia; mia via Non avvi; e mille son que' monti, e tutti Erti, nudi, tremendi, inabitati, Se non da spirti, ed uom mortal giammai Non li varcò.» (Alessandro Manzoni, Adelchi) |

A partire dal 1794 gli attacchi al Piemonte della Francia rivoluzionaria coinvolsero il territorio. Le vittorie di Napoleone portarono all'armistizio di Cherasco, nel 1798 il re Carlo Emanuele IV abdicò, e la valle fu soggetta al governo francese fino al termine dell'era napoleonica nel 1814. Al posto della vecchia mulattiera conosciuta come "strada reale", Napoleone decise la costruzione della strada carrozzabile del Colle del Moncenisio una delle prime a valicare le Alpi. La Valle di Susa tornò in mano piemontese con la Restaurazione e il re Vittorio Emanuele I. Nel 1836 re Carlo Alberto ripristinò l'abbazia della Sacra di San Michele. Il 22 maggio 1854 fu inaugurata la ferrovia Torino-Susa, e nel settembre 1871 fu aperto il traforo ferroviario del Frejus. La valle di Susa non fu interessata dagli eventi della prima guerra mondiale.
Alla seconda risalgono le molte opere belliche del Vallo alpino occidentale, utilizzate nella Guerra contro la Francia. Il territorio fu poi intensamente coinvolto dalla Guerra partigiana e, in particolare, dagli eventi dell'estate 1944. In seguito all'ultimo conflitto la Valle Stretta, ancora nel bacino idrografico della Dora Riparia, fu ceduta alla Francia, cessione analoga all'arretramento del confine al valico del Moncenisio con la perdita della piana, divenuta italiana nel 1860.
Nel 1973 fu ripristinata l'Abbazia di Novalesa, dopo l'acquisizione da parte della Provincia di Torino fortemente voluta dal senatore Sibille e dall'associazione culturale Segusium.

## Geografia antropica
| Comuni della Bassa Valle di Susa | Comuni della Bassa Valle di Susa | Comuni della Bassa Valle di Susa |
| -------------------------------- | -------------------------------- | -------------------------------- |
| Almese                           | Avigliana                        | Borgone Susa                     |
| Bruzolo                          | Bussoleno                        | Caprie                           |
| Caselette                        | Chianocco                        | Chiusa di San Michele            |
| Condove                          | Mattie                           | Meana di Susa                    |
| Mompantero                       | Rubiana                          | San Didero                       |
| San Giorio di Susa               | Sant'Ambrogio di Torino          | Sant'Antonino di Susa            |
| Susa                             | Vaie                             | Venaus                           |
| Villar Dora                      | Villar Focchiardo                |                                  |
| Comuni dell'Alta Valle di Susa   |                                  |                                  |
| Bardonecchia                     | Cesana Torinese                  | Chiomonte                        |
| Exilles                          | Claviere                         | Gravere                          |
| Oulx                             | Salbertrand                      | Sauze d'Oulx                     |
| Sauze di Cesana                  | Sestriere                        |                                  |
| Comuni della Val Cenischia       |                                  |                                  |
| Giaglione                        | Novalesa                         | Moncenisio                       |

In Val di Susa vi sono 37 comuni, appartenenti alle Unioni montane Valle Susa, Comuni Olimpici-Valle Lattea, Alta Valle Susa e Alpi Graie.
Al 31 dicembre 2019 in totale gli abitanti ammontano a quasi 100 000.
Le località principali sono: Avigliana, Bardonecchia, Bussoleno, Oulx e Susa. Questi comuni totalizzano approssimativamente il 31% della popolazione.

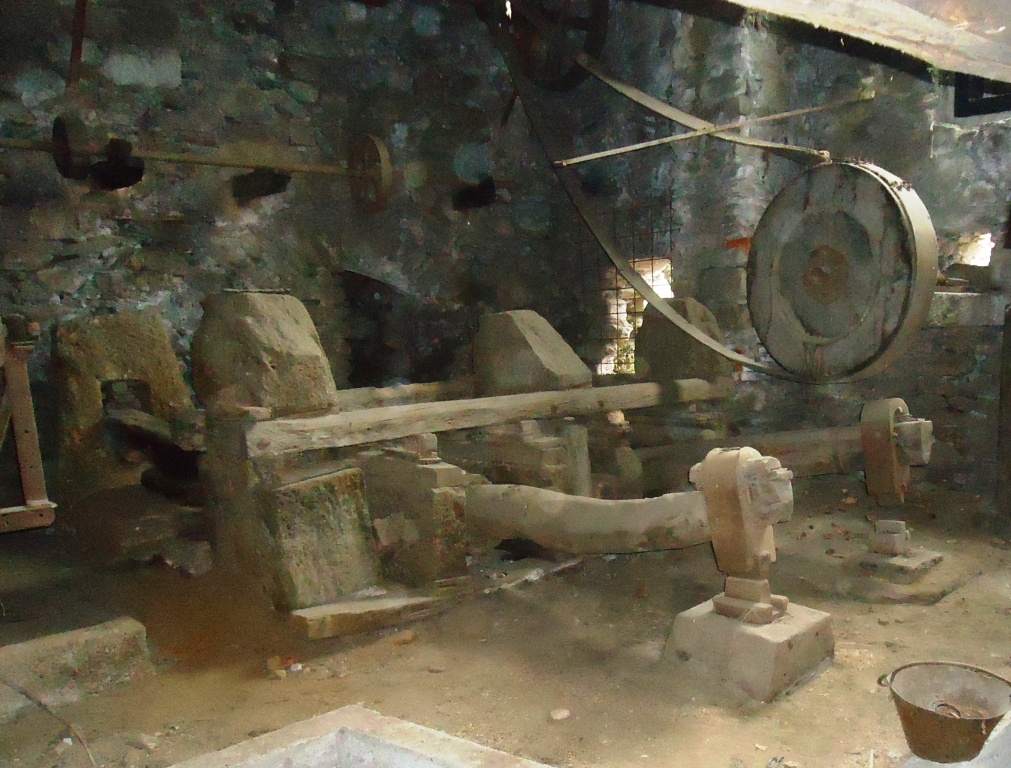
Magli della Fucina di Bruzolo

### Economia
L'economia della Valle si è sempre basata sull'agricoltura e sulla pastorizia e attività connesse, come la molitura e le piccole fucine per la lavorazione del ferro. A partire dai primi decenni del novecento ci fu un fiorire di attività tessili, poi riunite nel Cotonificio Vallesusa. Dall'inizio del XX secolo si è affiancata l'industria pesante, con le Officine Moncenisio di Condove, e in seguito il terziario avanzato, oltre che i servizi per la vicina area metropolitana di Torino, tra cui un ruolo di primo piano svolgono le centrali idroelettriche con gli impianti di ENEL di Venaus e IREN di Pont Ventoux-Susa, oltre a molti piccoli impianti diffusi in parecchi comuni della Valle. L'artigianato tradizionale del legno è ancora fiorente nell'Alta Valle.
Il turismo invernale, legato alle stazioni sciistiche di Bardonecchia, Cesana, Sestriere, Sauze d'Oulx, Frais di Chiomonte, è presente nell'Alta Valle: lo sci incominciò la sua diffusione in Italia proprio da qui all'inizio del XX secolo. Queste località hanno ospitato numerose sedi di gara dei XX Giochi olimpici invernali nel 2006.
Per facilitare l'escursionismo e il turismo la valle possiede alcuni rifugi alpini. I principali sono: Rifugio Cà d'Asti • Rifugio Guido Rey • Rifugio Terzo Alpini • Rifugio Levi Molinari • Rifugio Camillo Scarfiotti • Rifugio Geat Val Gravio • Rifugio Toesca • Rifugio Luigi Vaccarone • Rifugio Avanzà • Rifugio Piero Vacca.
Nella valle sono tracciati molti sentieri. Tra questi è importante segnalare il sentiero dei Franchi e vari tratti del GTA.

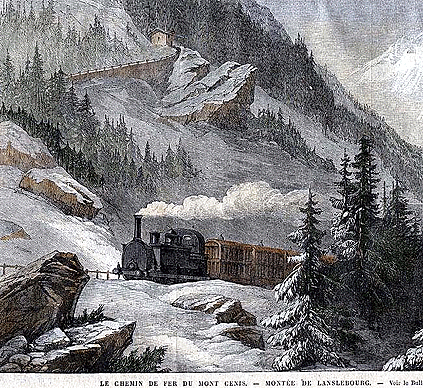
La Ferrovia del Moncenisio valicava il Colle a quasi 2000 metri, grazie al sistema Fell, che superava fortissime pendenze

### Infrastrutture
Trasporti
La prima grande infrastruttura moderna costruita in Val di Susa fu la Strada statale 25 del Moncenisio voluta da Napoleone I per raggiungere velocemente l'Italia e costruita con ingenti capitali tra il 1806 e il 1810, superando il dislivello di 1 580 metri tra il Colle e Susa con opere ardite per l'epoca, in modo da mantenerla carrozzabile o comunque transitabile con slitte trainate da cavalli per tutto l'anno.
Il 22 maggio 1854 fu inaugurata la prima tratta della Ferrovia del Frejus, da Torino a Susa, con la prospettiva della realizzazione di un traforo attraverso le Alpi. Il 31 agosto 1857 incominciarono i lavori del Traforo ferroviario del Frejus e nel 1867 della tratta da Bussoleno a Bardonecchia.
Nel 1866 incominciarono i lavori della Ferrovia del Moncenisio costruita per rendere più rapide le comunicazioni tra Italia e Francia, adattando il tracciato della strada statale napoleonica per un utilizzo in comune. La costruzione fu portata a termine dopo due anni durante la realizzazione del Traforo ferroviario del Frejus e in concorrenza con lo stesso. La linea ferroviaria era lunga 77,8 chilometri, costruita adottando locomotive a Sistema Fell per superare 1 588 metri di dislivello da Susa e una pendenza dell'8,3 percento sul versante francese. La ferrovia fu dismessa nel 1871 dopo l'inaugurazione del Traforo ferroviario del Frejus.

Immagine d'epoca del Deposito di Bussoleno, ora Museo del trasporto ferroviario attraverso le Alpi

Nel 1870 fu completato il Traforo ferroviario del Frejus, che permise di collegare la ferrovia Torino-Bardonecchia con la Francia. La ferrovia valsusina assunse così rilevanza internazionale, collegando la Pianura Padana con l'Europa occidentale. Sono in corso, tra violente polemiche, i lavori preliminari di un nuovo traforo, il Progetto di ferrovia Torino-Lione che dovrebbe collegare la città di Bussoleno con la città francese San Giovanni di Moriana attraverso un tunnel di oltre 57 km.
La Valle è attraversata da due strade statali, la Strada Statale 24 e Strada Statale 25 che si dirigono rispettivamente verso il Colle del Monginevro e il Valico del Moncenisio.
Nel 1980, accanto al tunnel ferroviario è stato inaugurato un tunnel stradale (sempre sotto il Monte Fréjus), poi integrato nel sistema autostradale italiano mediante la costruzione dell'autostrada A32 (inizio anni novanta).
Energia ed elettrodotto innovativo Terna HVDC
Le principali centrali idroelettriche si segnalano quella ENEL di Venaus (che utilizza parte dell'acqua del lago del Moncenisio), AEM di Giaglione-Pont Ventoux e di Susa ed ENEL di Bardonecchia. Diversi elettrodotti solcano la Valle per il trasporto dell'energia verso l'area di Torino, tra i quali l'elettrodotto internazionale Grand-Ile/Piossasco da 380 000 V. Dopo una forte opposizione dei Comuni a un raddoppio dell'elettrodotto su nuovi tralicci, proposto e poi abbandonato negli anni novanta, è ora in corso un raddoppio dell'interconnessione con la Francia, in corrente continua anziché alternata, mediante condotta interrata attraverso cavi superconduttori XLPE, denominato HVDC (High Voltage Direct Current), mediante una partnership fra Terna (azienda) e la SITAF, opera unica al mondo su così lunga distanza.

## Cultura

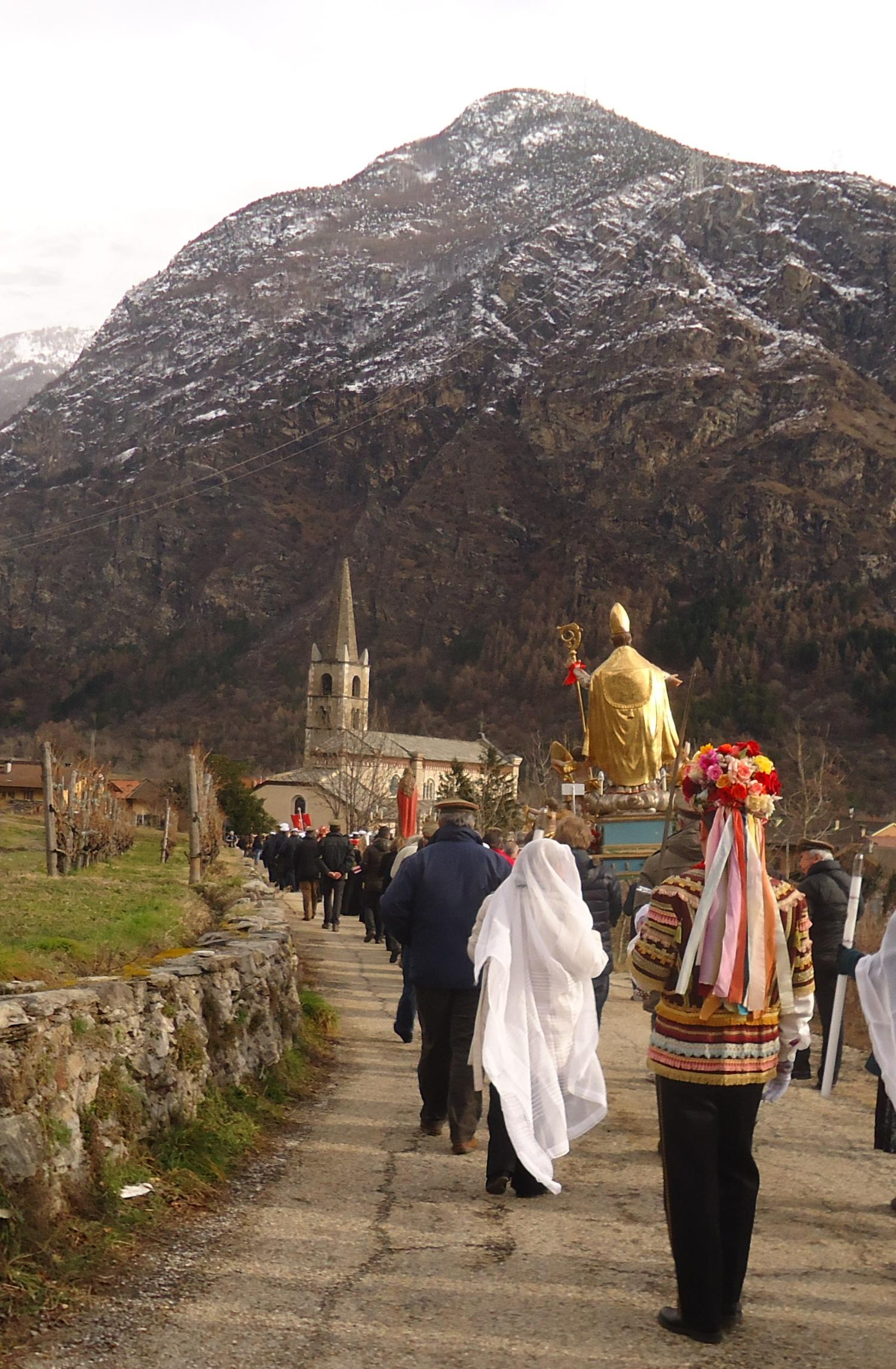
Spadonaro di Venaus scorta la statua del patrono San Biagio durante la processione

La Valle di Susa costituisce un punto d'incontro fra tre aree linguistico-culturali: quella piemontese a est, quella francoprovenzale (o arpitana) a nord-ovest e quella provenzale (o occitana) a sud-ovest. Contribuiscono al mantenimento delle tradizioni alcuni cori che diffondono la cultura valligiana mediante il canto popolare, tenendo concerti non solo in Valle, ma anche in tutta Italia e all'estero. Tra questi, occupano un ruolo di prestigio il Coro Alpino Valsusa di Bussoleno, il Coro Alpi Cozie di Susa e la Corale Rocciamelone di Sant'Antonino di Susa.
Sono presenti inoltre alcuni gruppi che effettuano danze popolari e balli tradizionali (ad esempio gli Spadonari di Giaglione e Venaus, rispettivamente nel mese di gennaio, patrono San Vincenzo, e nel mese di febbraio, patroni San Biagio e S. Agata), numerose bande musicali risalenti alla seconda metà del XIX secolo, nonché vari gruppi culturali e archeologici locali.
Nella Valle sono presenti il Palio storico di Avigliana e di Susa.
La Valle di Susa ha visto nascere una innovativa iniziativa pubblico-privata per la valorizzazione del territorio, aperta a associazioni e privati, dal nome Valle di Susa. Tesori d'arte e cultura alpina, che si propone di innervare il sistema turistico e culturale locale con una rete tra enti locali, associazioni e operatori culturali.
Tipologie edilizie
Tradizionalmente, nelle costruzioni rurali valsusine si possono distinguere alcune caratteristiche costruttive in relazione alle zone. In Bassa valle: costruzioni in pietra e/o laterizi, tetto di coppi. Ciò era dovuto all'ampia disponibilità di argilla e alla presenza di una fornace per laterizi. In Media valle: costruzioni in pietra, tetto di lose. In Alta valle: costruzioni in pietra e legno, tetto di lose o scandole.
Feste e manifestazioni

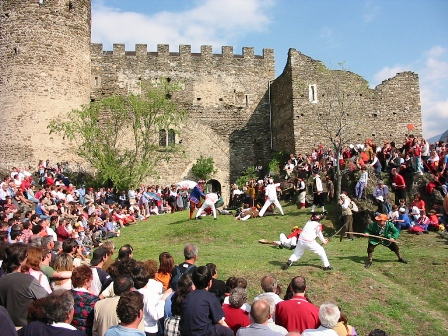
La soppressione del feudatario, lato ovest del Castello di San Giorio di Susa

- Palio storico dei Borghi di Avigliana, una competizione che si svolge annualmente fra i borghi di Avigliana nella forma di una giostra equestre di origine medievale, la terza domenica di giugno
- il Torneo Storico dei Borghi di Susa si tiene a fine luglio
- Sant'Ambrogio di Torino, l'ultimo sabato di giugno viene rievocata la storica "Battaglia delle Chiuse" dell'anno 773 tra Franchi e Longobardi
- San Giorio di Susa, rievocazione storica: "la soppressione del feudatario", la domenica più vicina al 23 aprile
- Mompantero, Fora l'Ours: festa ricca di significati allegorici, il primo week-end del mese di febbraio
- Nel 2024 ospita la 26ª edizione della  Settimana Nazionale del Freire, l'evento italiano di applicazione del metodo di coscientizzazione e liberazione del pedagogista brasiliano, condotta da Simone Deflorian.

## Monumenti e luoghi d'interesse

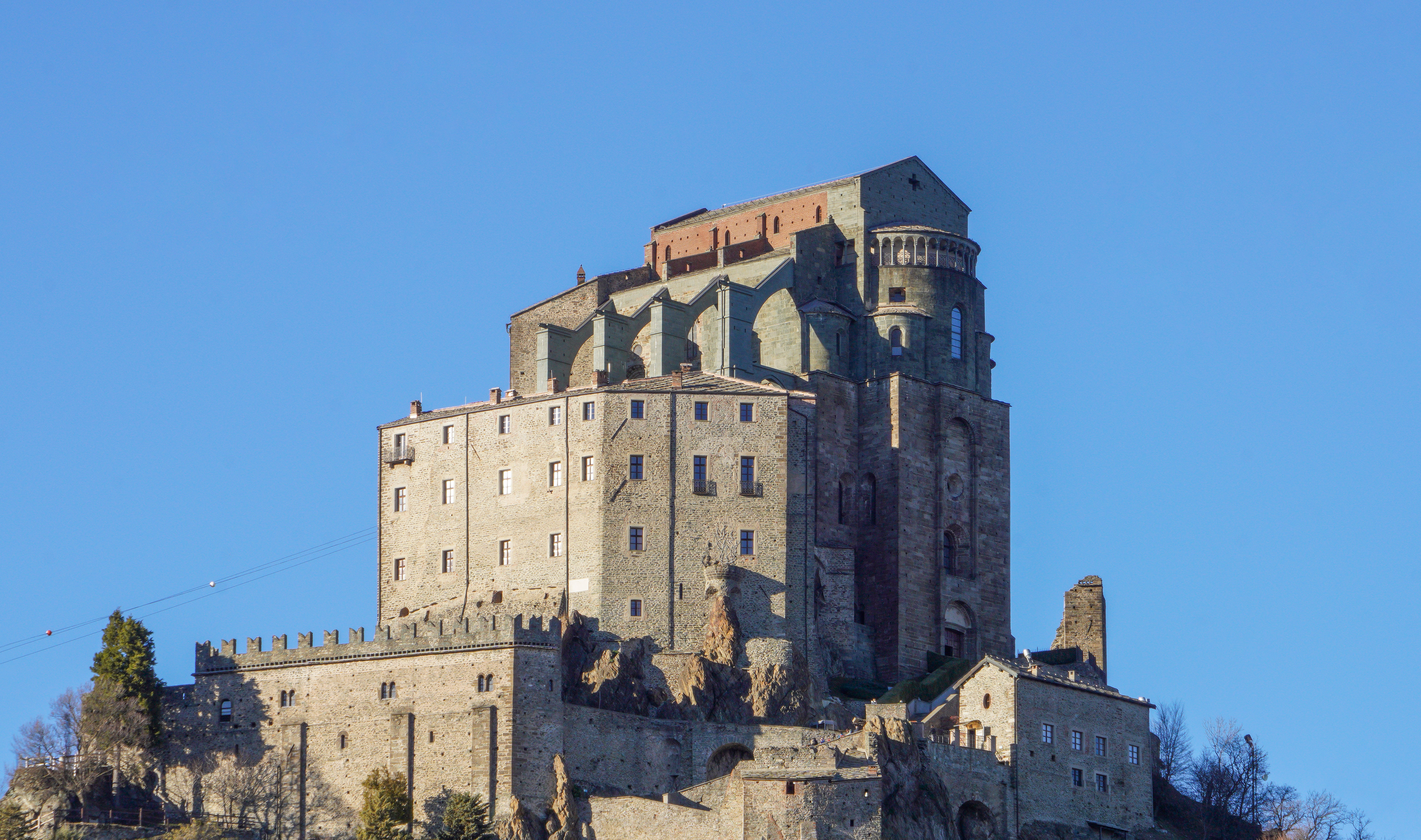
La Sacra di San Michele sul monte Pirchiriano, veglia l'ingresso della Valle di Susa da Torino

La Valle di Susa è costellata di monumenti religiosi, militari, civili, industriali, di epoca preistorica, romana, medioevale, moderna. Spiccano per numerosità e rilevanza le antiche abbazie: le grandi strutture ecclesiali organizzarono centri di dominio concorrenti alle organizzazioni civili (solo a partire dall'XI secolo incominciò a consolidarsi il dominio dei Savoia) di cui rimangono oggi silenziose testimoni le antiche e solenni vestigia.

### Via Francigena della Val di Susa
Lungo la Valle di Susa transita oggi come un tempo la Via Francigena, nei due rami del Colle del Moncenisio e del Colle del Monginevro, che si congiungono a Susa e si dirigono poi verso Torino. Parlando della Sacra, il più celebre dei punti tappa della Francigena della Val di Susa, Giovanni Tabacco scriveva che «... nel corso dell'XI secolo la potenza di S. Michele continuò a irradiarsi attraverso tutta la Francia centro-meridionale per le crescenti donazioni dei pellegrini che, muovendo da quelle regioni verso Roma, preferivano ad altri percorsi più complicati le grandi vie del Moncenisio o del Monginevro, confluendo poi gli uni e gli altri a Susa e alle Chiuse». Dagli spartiacque alpini verso Susa, scendendo dal Colle del Monginevro s'incontravano la Prevostura di San Lorenzo di Oulx, l'Hotel Dieu di Salbertrand e la casa gerosolimitana di Chiomonte.
Dal Colle del Moncenisio, oltre all'Ospizio della Prevostura di Santa Maria del Moncenisio sul passo, fondato da Ludovico il Pio, s'incontravano locande a Ferrera Cenisio e Novalesa, che ancora ne conserva una con affreschi del XIV e XV secolo, oltre all'Abbazia benedettina di Novalesa, che ospitò Carlo Magno e mantiene la sepoltura di un pellegrino di Santiago di Compostela e la cappella di Sant'Eldrado dell'XI secolo con affreschi sul passaggio delle reliquie di San Nicola. Susa, sorvegliata dall'alto dalla Certosa della Losa, presentava strutture come la casa ospitaliera dell'Abbazia benedettina di San Giusto, quella dei gerosolimitani e dei templari, il dormitorio della Madonna del Ponte, un altro annesso al Canonicato di Santa Maria Maggiore, il Convento di San Francesco.
A Bussoleno si conserva l'antica locanda "Casa Amprimo", a Villar Focchiardo Cascina Roland e due Certose (Montebenedetto e Banda). Sull'altro versante della Valle, Bruzolo, oltre al ricetto del Castello, ospitava una casa della Prevostura dell'Ospizio del Moncenisio. Sant'Antonino di Susa deve il suo nome al locale monastero (dedicato a Sant'Antonino di Apamea, mentre sul monte Pirchiriano sorge l'Abbazia monumento simbolo della Regione Piemonte, la Sacra di San Michele della Chiusa, punto tappa obbligato per cardinali e papi, mentre i pellegrini soggiornavano nel sottostante paese di Sant'Ambrogio. Ad Avigliana altra antica Certosa alla Mortera, diverse locande e una chiesa della Prevostura dell'Ospizio del Moncenisio, la Chiesa di San Pietro. Poco più avanti, i canonici antoniani gestivano la Precettoria di Sant'Antonio di Ranverso, mentre sull'altro lato della Valle il Castello di Camerletto era feudo dell'Abbazia di Novalesa.
Spiega Renato Stopani che «... sebbene usato anche anteriormente come alternativa al Gran San Bernardo, il passo del Moncenisio nel corso del XII secolo fu sempre più transitato da uomini e merci che procedevano in direzione delle grandi fiere della Champagne, dove la presenza dei mercanti italiani si faceva sempre più consistente. La sua scelta come punto di attraversamento dell'area alpina era perciò frequente all'epoca di Filippo Augusto, tanto che nell'area prealpina la vera strada di Francia era considerata quella che collegava al Moncenisio». In questi anni il percorso della Via Francigena è stato riscoperto e attrezzato con pannelli e indicazioni.

### Architetture religiose, chiese, Abbazie

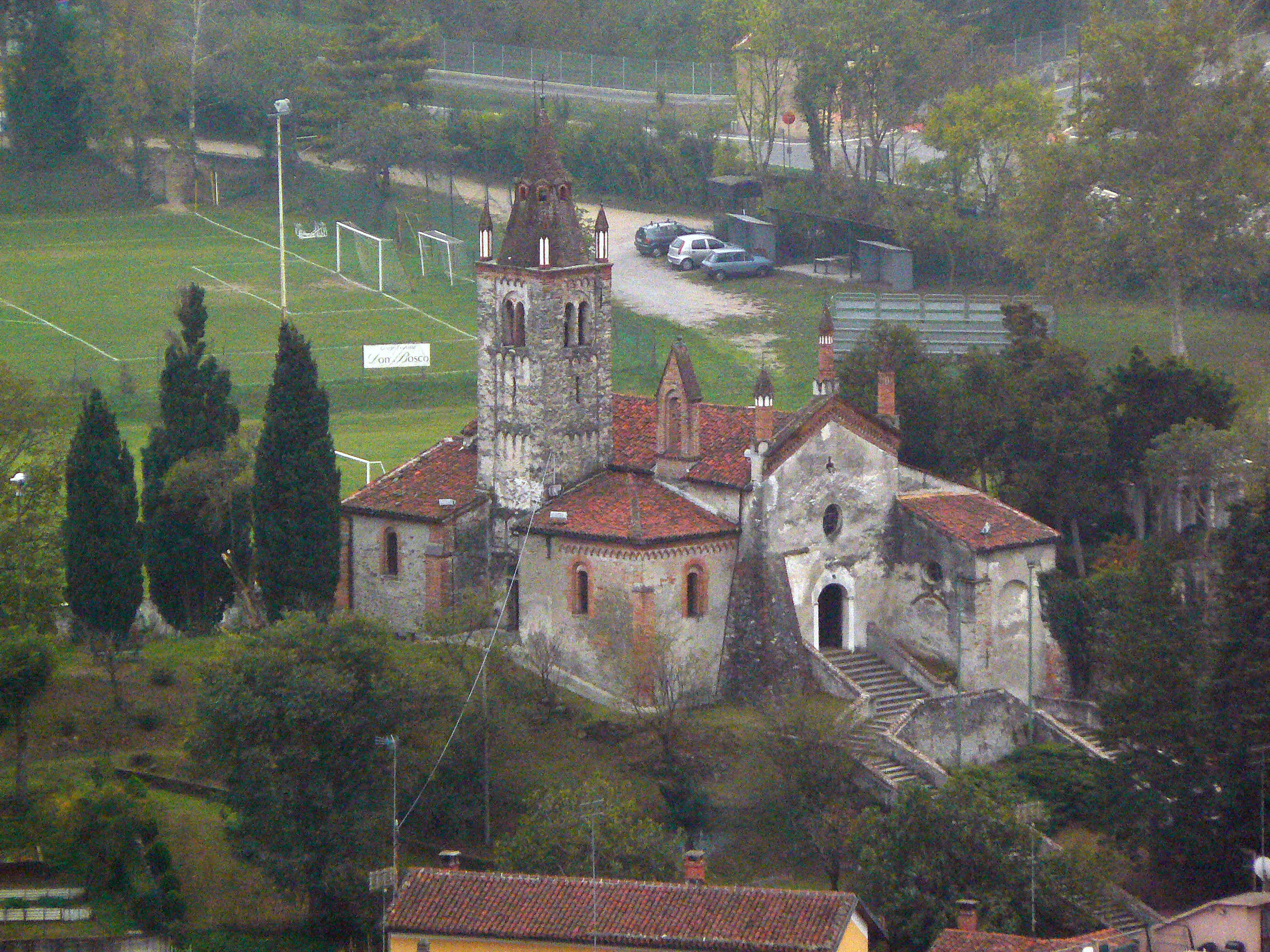
La chiesa di San Pietro si trova nei pressi del centro di Avigliana e risale all'XI secolo

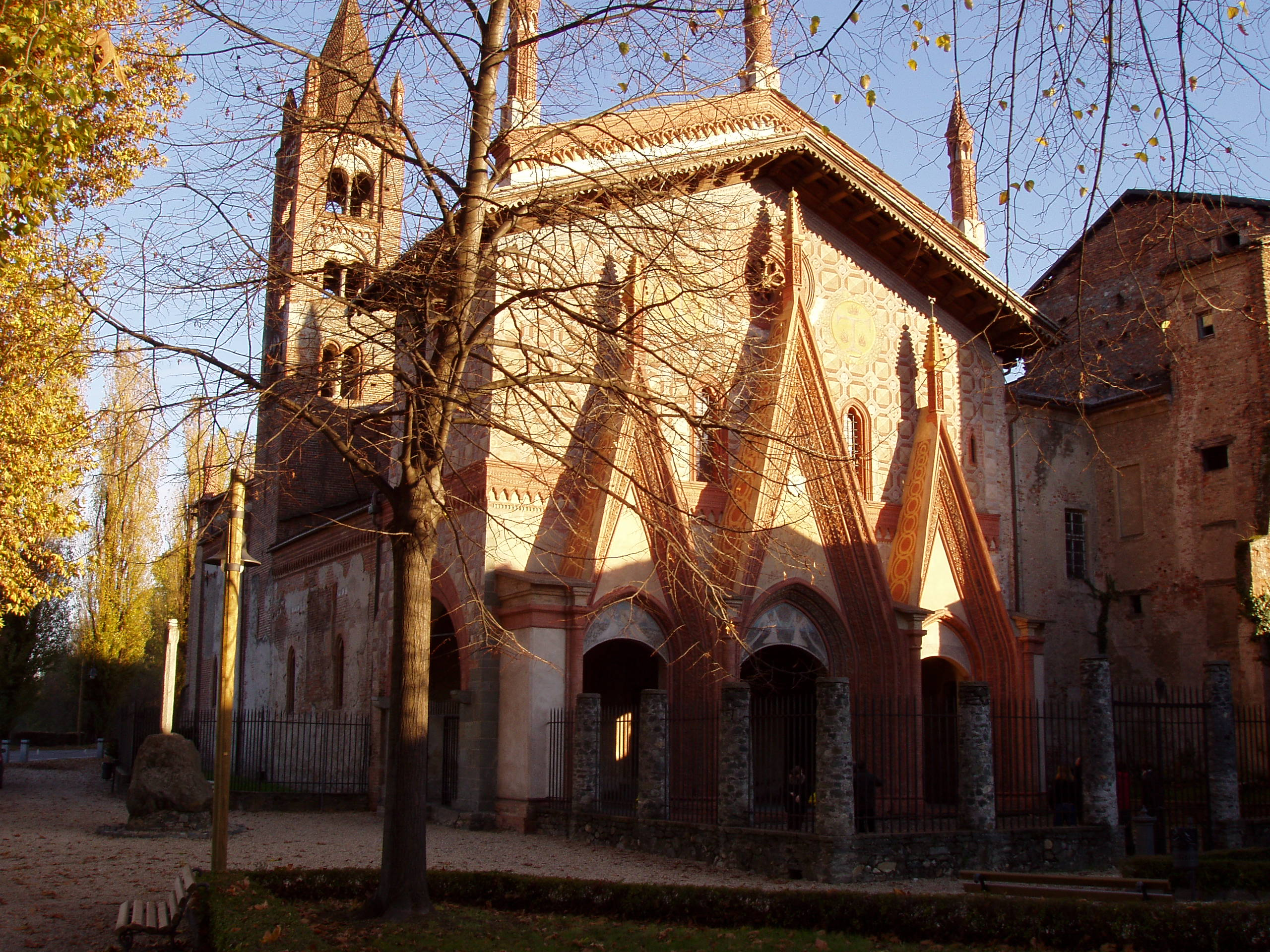
La Chiesa della Precettoria di Sant'Antonio di Ranverso a Buttigliera Alta

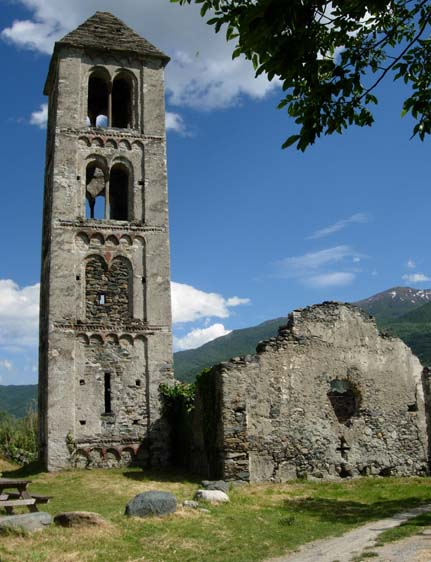
La Chiesa sconsacrata di S. Pietro di Chianocco, abbandonata per le alluvioni

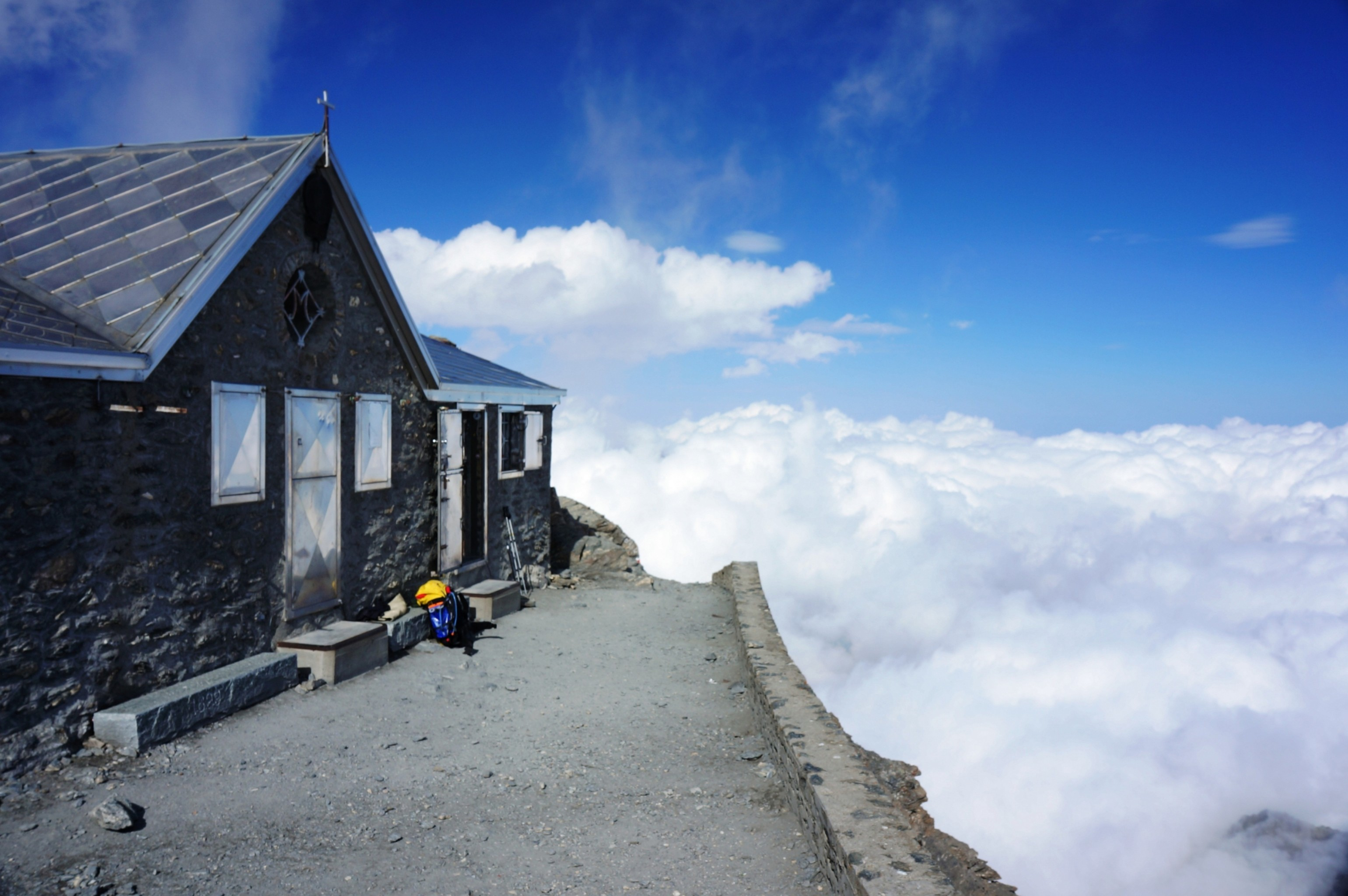
Rocciamelone, Santuario a 3538 m s.l.m.

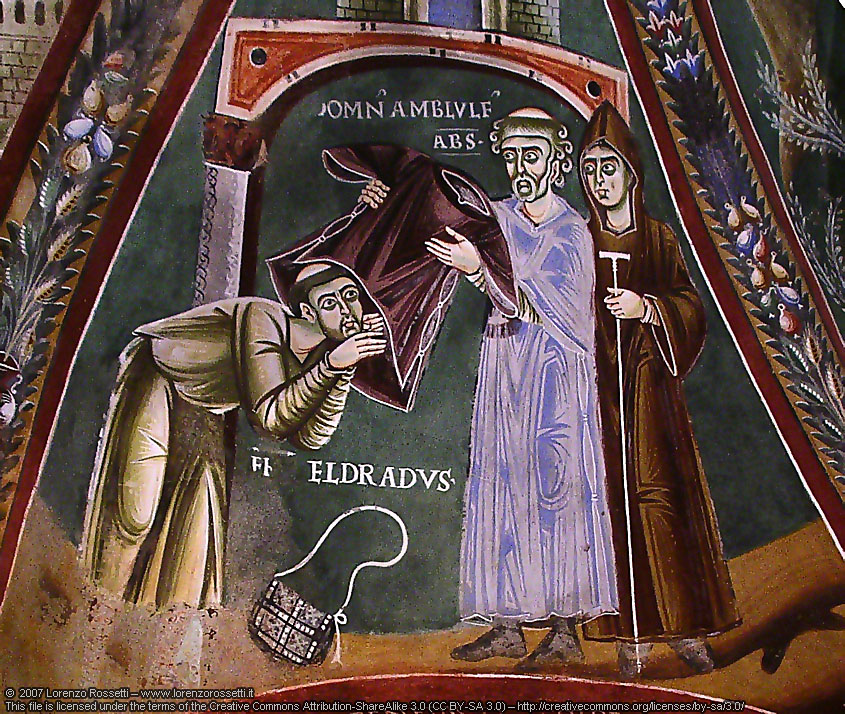
Affreschi della Cappella di S. Eldrado presso l'Abbazia di Novalesa ai piedi del Colle del Moncenisio in Val Cenischia

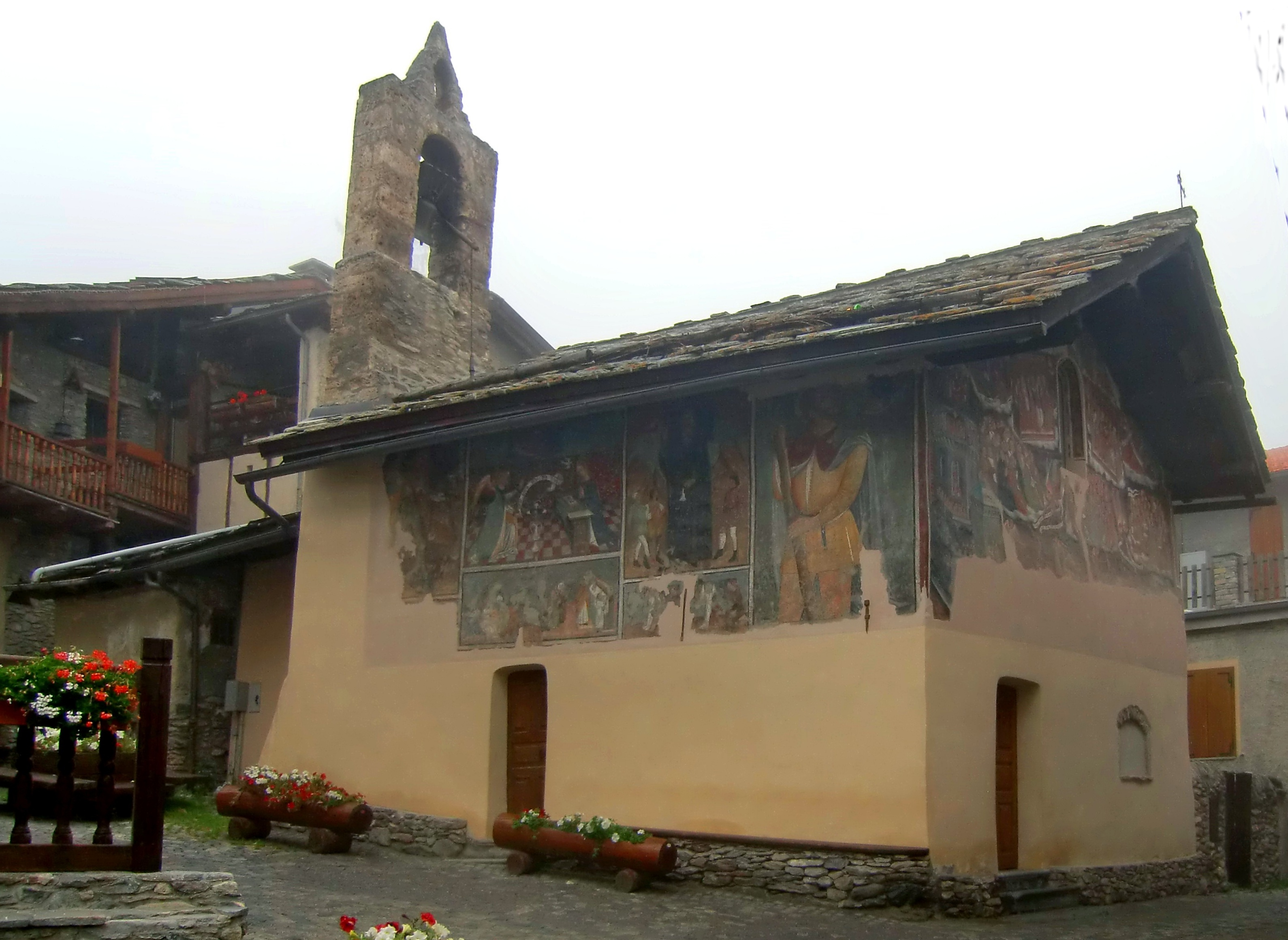
Cappella di Sant'Antonio abate (Jouvenceaux)

Numerose sono le abbazie e i complessi di architettura religiosa, che punteggiavano il cammino della "Strada di Francia" per aiutare pellegrini, viaggiatori, mercanti.
Nell'ordine, da Torino all'Alta Valle s'incontrano:
- Abbazia di Sant'Antonio di Ranverso (visitabile) nel comune di Buttigliera Alta, appartenente all'Ordine Mauriziano
- Chiesa di San Pietro ad Avigliana, con splendidi affreschi datati dall'XI al XIV secolo
- Santuario della Madonna dei Laghi (visitabile) ad Avigliana
- Certosa della Mortera di Avigliana, ora affidata al Gruppo Abele e sede delle sue iniziative
- Santuario della Madonna della Bassa, presso Rubiana
- Chiesa di Santa Maria di Celle, frazione di Caprie, luogo ove la tradizione fissa l'eremitaggio di San Giovanni Vincenzo
- Sacra di San Michele della Chiusa (visitabile), sulla montagna del comune di Sant'Ambrogio di Torino, monumento simbolo del Piemonte, guardiano dell'ingresso della Valle dalle rocce a picco del Monte Pirchiriano
- Santuario di Nostra Signora di Fátima, presso la Borgata San Pietro sul Monte Pirchiriano
- Monastero di Sant'Antonino, di cui rimane solo la chiesa millenaria, oggi parrocchiale dell'abitato di Sant'Antonino di Susa
- Certosa di Montebenedetto (visitabile), sulla montagna del comune di Villar Focchiardo
- Certosa di Banda, sulla montagna del comune di Villar Focchiardo
- Cattedrale di San Giusto, (visitabile), presso la città di Susa, nata come Abbazia benedettina per fondazione arduinica
- Pieve battesimale di Santa Maria Maggiore nella città di Susa, abbandonata nel XVIII secolo e ora civile abitazione
- Convento di San Francesco nella città di Susa, il più antico convento francescano del Piemonte, conserva pregevoli affreschi e due bei chiostri (visitabile dall'annessa Casa del pellegrino)
- Istituto Mons. Rosaz, presso la città di Susa, voluto dal vescovo mons. Edoardo Giuseppe Rosaz a fine dell'Ottocento per l'aiuto alle ragazze in difficoltà
- Santuario della Madonna del Rocciamelone, sulla vetta del Monte Rocciamelone (Comune di Mompantero), voluto dalla Diocesi nel 1958 per un più facile accesso alla fede mariana nella Madonna del Rocciamelone, compatrona della Diocesi; a 3538 metri s.l.m. (fra i più alti in Europa), nato dall'ex voto commissionato nelle Fiandre dal mercante di Asti Bonifacio Rotario, portato in vetta nel 1358. Sulla cima si trova oggi una statua bronzea della Vergine, donata dai Bimbi d'Italia su invito del vescovo Mons. Edoardo Giuseppe Rosaz (ora Beato), portata in vetta dagli Alpini nel 1899. Raggiungibile a piedi con escursione di difficoltà alpinistica, indispensabili attrezzature adeguate a un ambiente di alta montagna, con passaggi pericolosi su strapiombo.
- Abbazia di Novalesa (visitabile) nel comune di Novalesa, ai piedi del passo alpino del Moncenisio - un tempo comunicazione prediletta tra Francia e Italia per la facilità dell'ascesa – e complesso monastico più antico della Valle di Susa, la cui fondazione da parte del patrizio Abbone è documentata nel 726 d.C.
- Ospizio del Moncenisio fondato nel IX secolo dall'imperatore Ludovico il Pio, di cui rimangono alcuni resti al di sotto del lago artificiale del Moncenisio
- Certosa della Losa, presso la frazione Madonna della Losa, comune di Gravere
- Chiesa di San Giovanni Battista, a Salbertrand, ricostruita nel XVI secolo e decorata con splendidi affreschi
- Cappella di Sant'Antonio abate a Jouvenceaux, affrescata internamente ed esternamente
- Prevostura di San Lorenzo di Oulx (Comune di Oulx), un tempo canonicato agostiniano da cui dipendevano molte chiese della valle, ora istituto salesiano
- Convento di San Francesco nel comune di Bardonecchia.

### Aree archeologiche

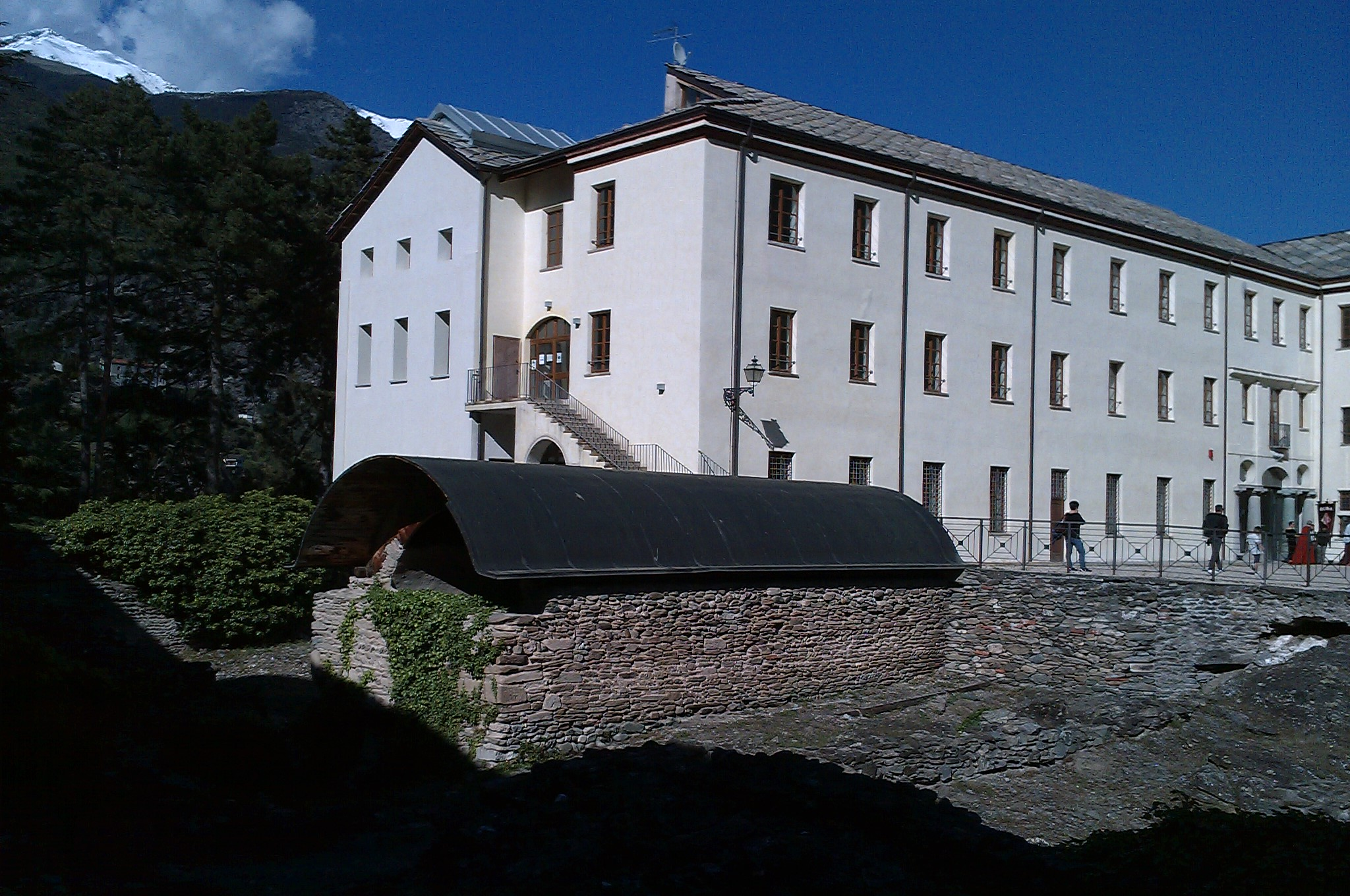
Susa, scavi romani del pretorium nell'area del Castello della contessa Adelaide

- Area archeologica della villa romana di Rivera, presso il comune di Almese
- Resti di mura antiche, attribuite al periodo franco-longobardo (Chiuse longobarde) a Chiusa di San Michele
- Civico Museo Laboratorio sulla Civiltà Neolitica di Vaie
- Reperto archeologico del "Moumet" di Borgone Susa
- Chiesa sconsacrata di S. Pietro a Chianocco (visita esterna)
- Castello della contessa Adelaide con i resti del Pretorium e di fortificazioni romane sull'acropoli cittadina: visitabile
- Arco di Augusto, presso l'acropoli celto-romana della città di Susa: visita esterna, all'aperto
- Area archeologica dell'Arena romana di Susa
- Scavo archeologico di Piazza Savoia a Susa: visita esterna, all'aperto
- Porta Savoia e mura romane di Susa: visita esterna, all'aperto
- Museo Archeologico di Novalesa, presso il complesso dell'Abbazia di Novalesa
- Museo e area archeologica La Maddalena di Chiomonte (non visitabile)

### Castelli

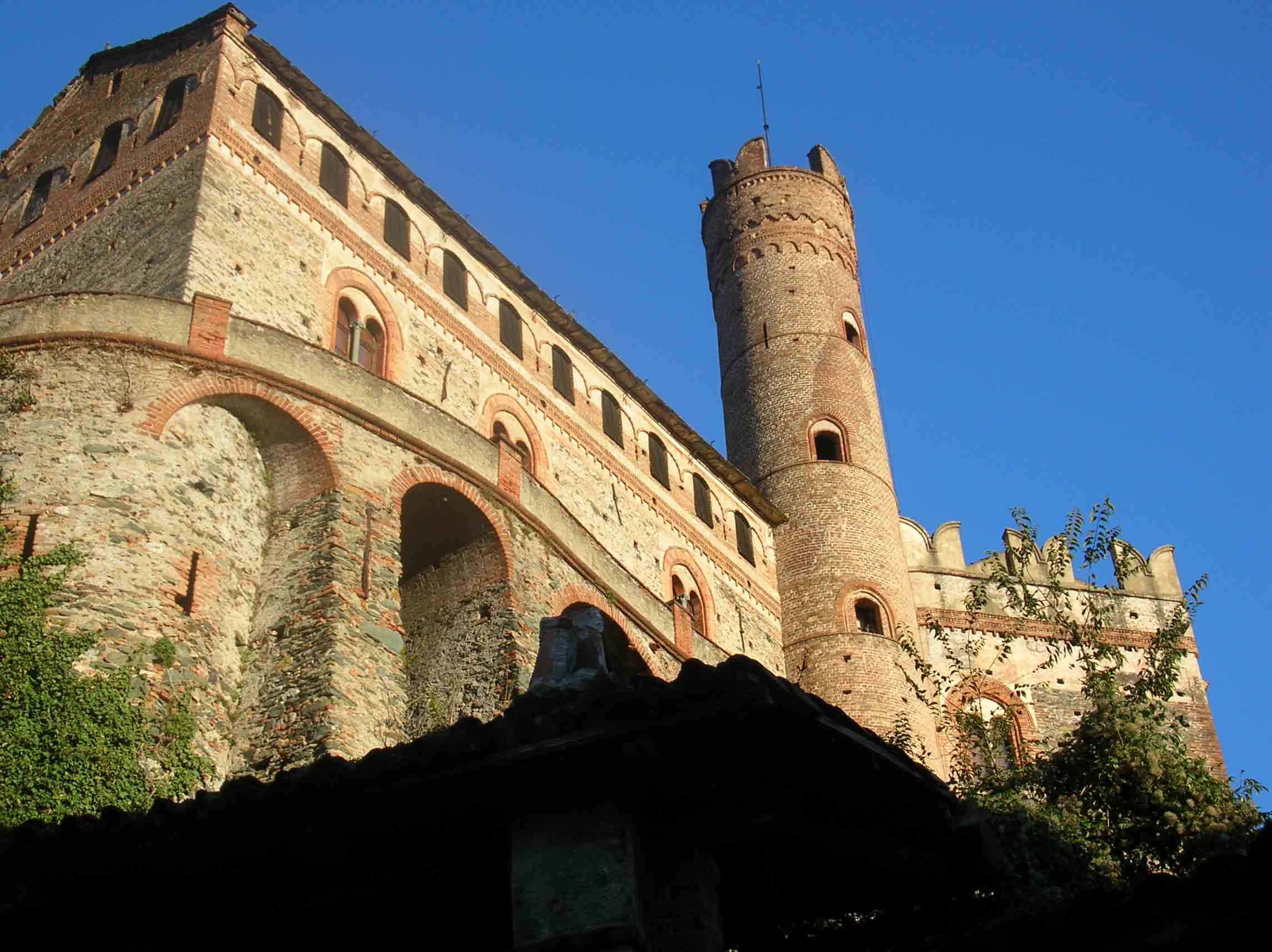
Vista del Castello di Villar Dora

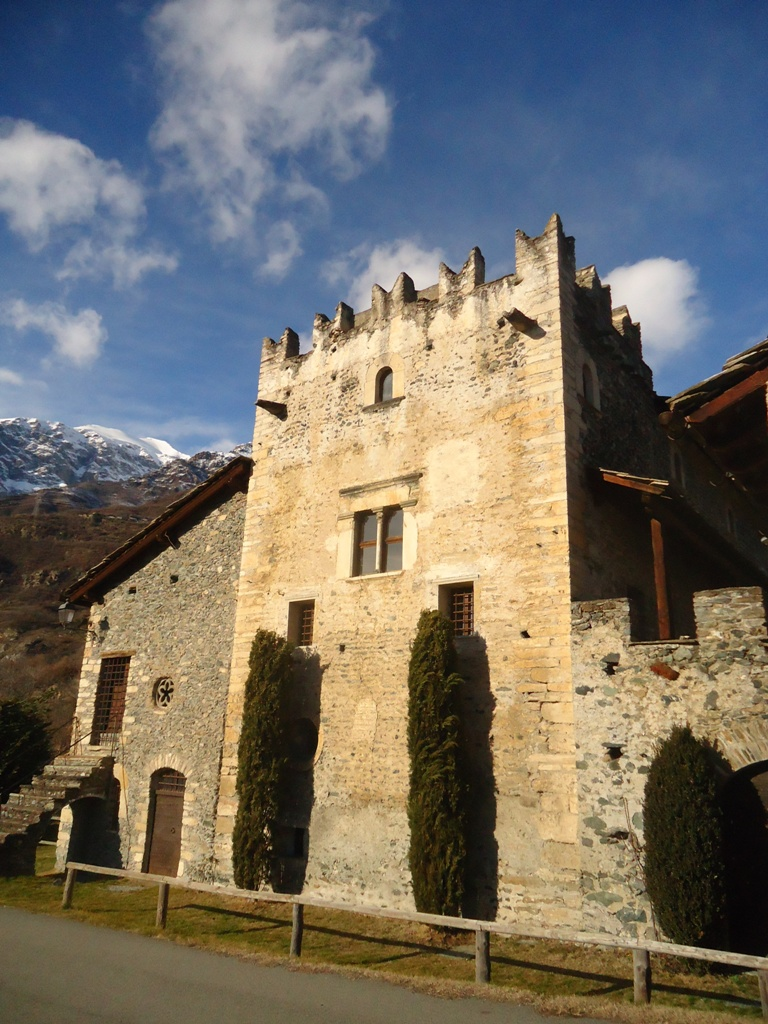
La Casaforte romanica di Chianocco

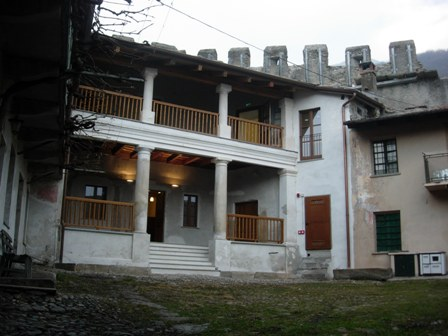
Casaforte di San Didero, caseggiato sulla corte, lato Sud

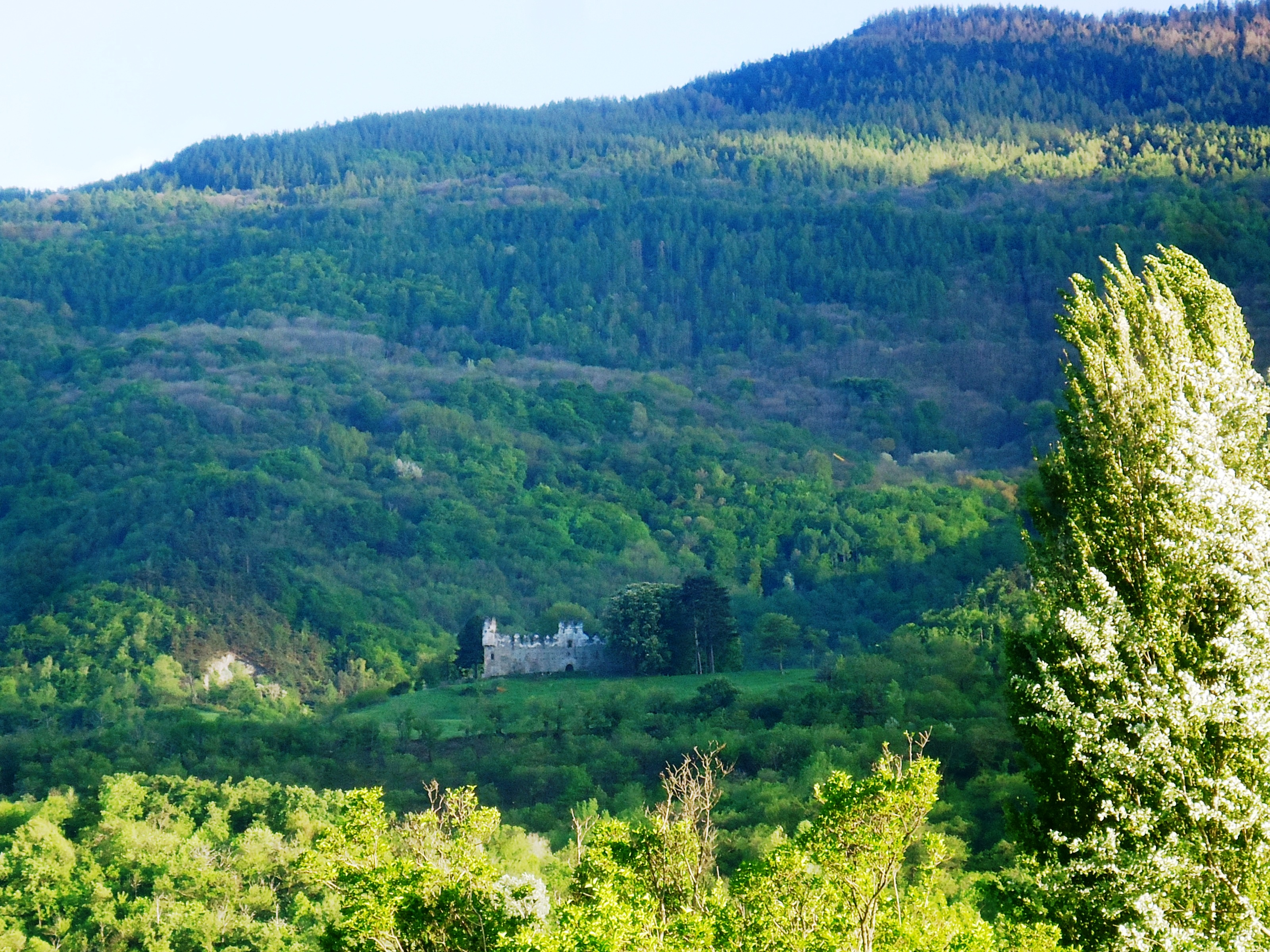
Castel Borello a Bussoleno

Numerosi sono i Castelli della val di Susa. Gli edifici fortificati medioevali valsusini rispecchiano tutte le tipologie edilizie medioevali: castelli, caseforti, torri, motte, ricetti. Risalgono, esclusi Avigliana e Susa, Castelli sabaudi, al periodo detto del "secondo incastellamento", cioè al Basso Medio Evo. Molti edifici non sono accessibili al pubblico; alcuni sono in rovina, altri sono stati restaurati.
- Castello di Caselette
- Castello di Camerletto, Caselette
- Ricetto di San Mauro, comune di Almese: vistabile periodicamente
- Castello di Avigliana, città di Avigliana: visita esterna
- Casaforte Beato Umberto, Avigliana: visibile esternamente
- Mura urbane di Sant'Ambrogio di Torino: visita esterna
- Palazzo abbaziale di Sant'Ambrogio, comune di Sant'Ambrogio di Torino: visitabile periodicamente
- Torre comunale medioevale di Sant'Ambrogio di Torino: visitabile periodicamente
- Castello di Villar Dora, comune di Villar Dora
- Torre del Colle, Villar Dora
- Chiuse longobarde, presunti resti archeologici visitabili nella Giornata dell'Archeologia a Chiusa di San Michele
- Resti del Castello del Conte Verde, comune di Condove
- Casaforte di Villar Focchiardo
- Castello di Villar Focchiardo
- Torre di Borgone Susa
- Casaforte di San Didero, comune di San Didero: visitabile periodicamente
- Castello di Bruzolo, edificato nel XIII secolo, sede del Trattato di Bruzolo nel 1610
- Castello di San Giorio di Susa e Casaforte di San Giorio di Susa: ospita un esercizio pubblico
- Castello di Chianocco, Chianocco visitabile in caso di mostre del Museo degli antichi mestieri
- Casaforte di Chianocco, visitabile in alcune giornate
- Castel Borello, sulla montagna di Bussoleno, ex sede della Società Meteorologica Italiana
- Casaforte Allais, Bussoleno
- Torri, porta e mura di Bussoleno: visita esterna
- Ricetto e Casaforte di Traduerivi a Susa
- Torretta di Coldimosso, Susa
- Casaforte di Menolzio a Mattie
- Torre delle Combe a Meana di Susa
- Castello della contessa Adelaide, (Susa): visitabile nei fine settimana
- Mura urbane di Susa: visita esterna
- Porta Savoia di Susa: visita esterna
- Resti di Torre di Croaglie, Susa[14]
- Castello di Menate, Giaglione
- Torre di Mompantero
- Forte di Exilles, comune di Exilles
- Torre dei Saraceni di Oulx: visitabile periodicamente
- Torre di Joans, nei pressi di Savoulx, frazione di Oulx[14]
- Resti di Castello a Cesana[14]
- Tour d'Amont, resti di castello di Bardonecchia: visita esterna
- Casaforte di Rochemolles, frazione di Bardonecchia

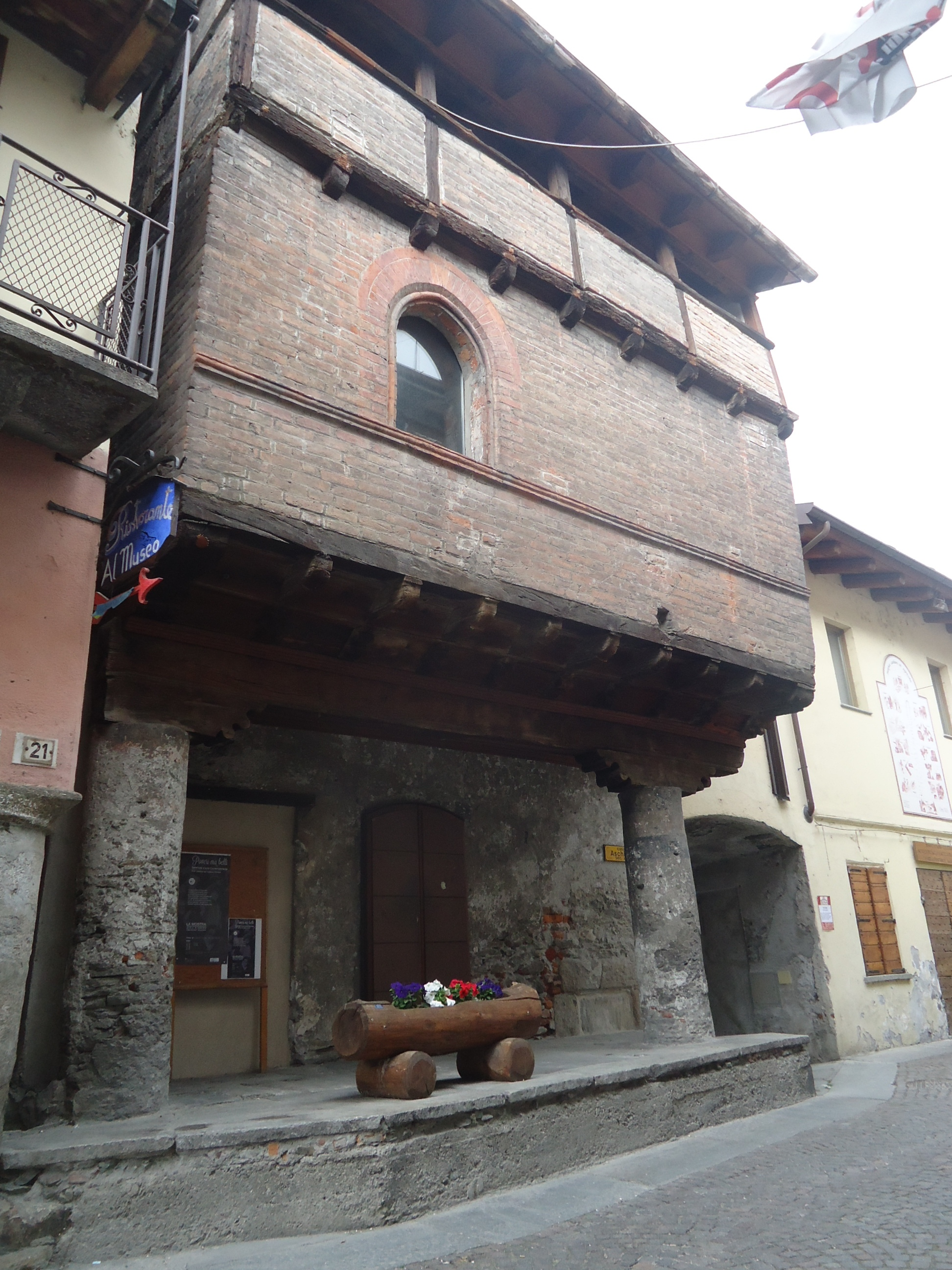
Casa Aschieris a Bussoleno

### Edifici storici
- Avigliana: Casa di Porta Ferrata, Casa Senore, Torre dell'Orologio
- Villar Focchiardo: Cascina Roland
- Bussoleno: Casa Aschieri e Casaforte Allais
- Susa: Casa de' Bartolomeis, Torre del Parlamento, Torre dei Rotari

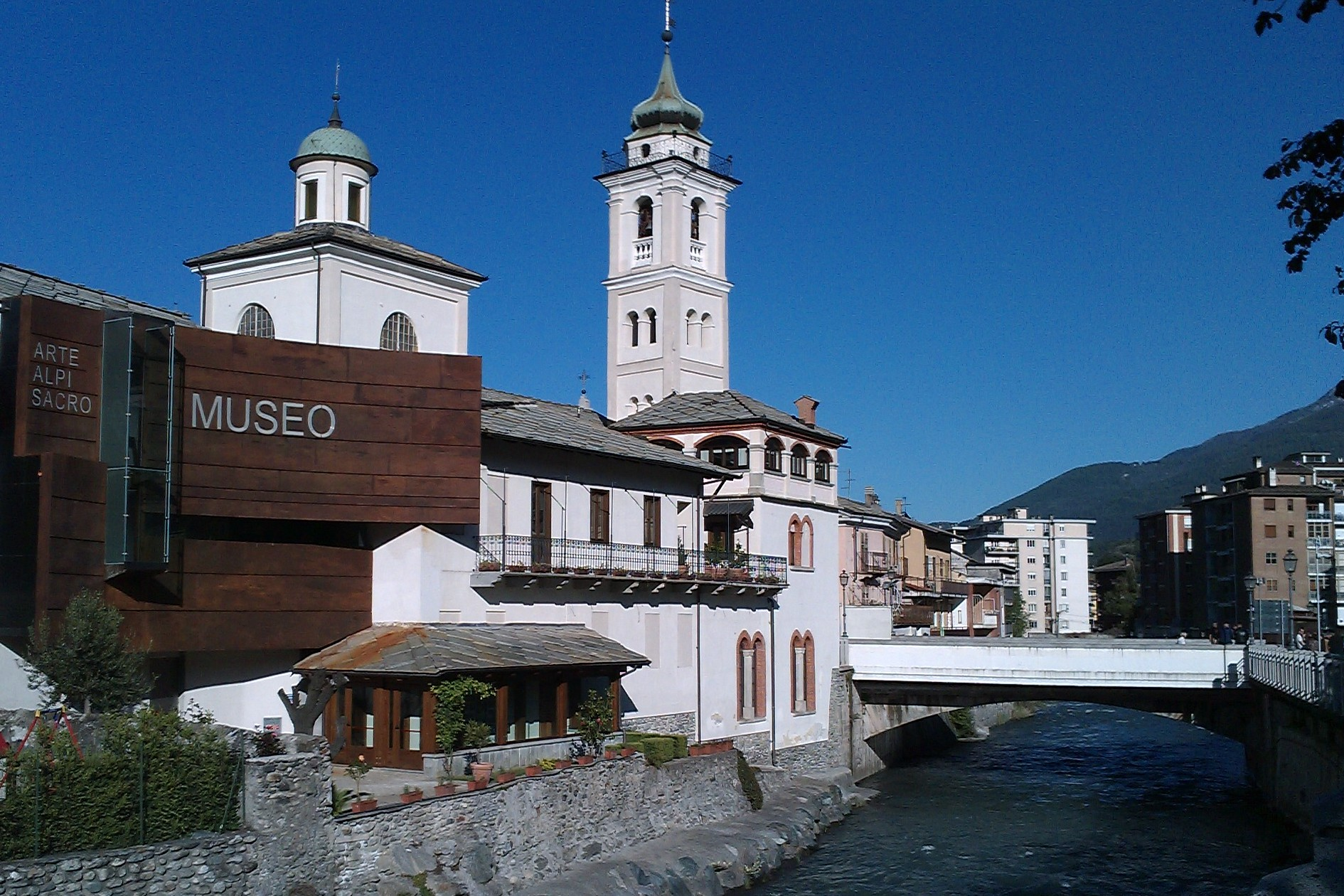
Museo diocesano d'arte sacra (Susa)

- Novalesa: la Casa degli Affreschi.

### Musei
Oltre ai numerosi siti medioevali, la Valle di Susa presenta un vasto panorama di musei, che ne raccontano le molteplici sfaccettature, così dislocati da Torino all'Alta Valle:
- Ecomuseo dinamitificio Nobel di Avigliana
- Casaforte di Menolzio, a San Giorio di Susa
- Museo degli antichi mestieri presso il Castello di Chianocco, Chianocco
- Museo del trasporto ferroviario attraverso le Alpi di Bussoleno
- Museo Civico, presso il Castello della Città di Susa a Susa (visitabile in occasione di mostre temporanee)
- Museo diocesano d'arte sacra a Susa, perno del Sistema Museale Diocesano. Conserva opere scultoree di area alpina, dipinti, le più antiche testimonianze cristiane locali e un'opera unica nel suo genere, il Trittico di Rotario, portato come ex voto nel 1358 sulla vicina vetta del Rocciamelone (3 538 metri)
- Museo diocesano d'arte sacra a Novalesa
- Museo del restauro del Libro e Museo Archeologico dell'Abbazia di Novalesa
- Museo etnografico di Novalesa
- Ecomuseo delle Terre al Confine di Moncenisio
- Forte di Exilles, presso il comune di Exilles
- Ecomuseo Colombano Romean di Salbertrand
- Museo Civico di Bardonecchia
- Museo diocesano di Melezet
- Forte Bramafam di Bardonecchia
- Museo della Preistoria a Vaie
- Pinacoteca G.A. Levis a Chiomonte

### Fortificazioni
La valle di Susa ha sempre costituito un luogo privilegiato per il transito degli eserciti, per cui durante i secoli si sono moltiplicate le opere di fortificazione:
- Forte della Brunetta a Susa
- Batteria dello Chaberton a Cesana
- Batteria dello Jafferau e Forte Bramafam a Bardonecchia
- Forte di Exilles
- Forte del Gran Serin a Meana di Susa.

### Strade militari
- La Strada militare di Val Morino (o "dello Chaberton") venne costruita negli ultimi anni del XIX secolo per la Batteria dello Chaberton (3 131 m s.l.m.).
- La Strada dell'Assietta ricavata sul crinale con la Val Chisone fra il Colle delle Finestre e Sestriere per poter raggiungere le opere militari poste della zona del colle dell'Assietta e della vicina Testa dell'Assietta, tra cui il Forte del Gran Serin.
- La Strada militare Bivio Varisello-Giaset-Malamot, che collega dal 1889 il forte Varisello a monte del Moncenisio, alla caserma difensiva del Malamot a 2 914 m s.l.m.
- La strada militare Fenil-Pramand-Föens-Jafferau (o "strada militare 79") venne costruita negli ultimi anni del XIX secolo per collegare i forti Fenil, Pramand, Föens e Jafferau. Parte di questa strada (876 m) corre sotto il monte Seguret grazie alla galleria dei Saraceni.

## Informazione locale
- Luna Nuova, bisettimanale (martedì-venerdì) fondato nel 1980 con sede ad Avigliana.
- La Valsusa, settimanale (giovedì) fondato nel 1897 con sede a Susa.
- Valsusa oggi
- L'Agenda News

## Enogastronomia
Formaggi
La produzione casearia in montagna ha da sempre un ruolo primario per l'economia alpina. La Valle ha una produzione lattea bovina che si aggira intorno a 6 000 t all'anno. 1 700 t vengono utilizzate per la produzione di formaggi locali, il cui elenco comprende Bruss, Murianengo o Moncenisio, Formaggio a crosta rossa della Valle di Susa, Seirass, toma piemontese, toma del lait brusc, Reblochon. In ottobre si svolge la Sagra della Toma a Condove.
Salumi
La produzione di salumi risale da antiche tradizioni di allevatori dei versanti alpini della Valle.
L'elenco dei principali salumi della Val di Susa comprende Bondiola, Prosciuttello crudo, Salame mica
Dolci
I sapori di un tempo si ritrovano nei dolci tipici della bassa Valle di Susa e della Val Cenischia.
La tipica focaccia di Susa è una sorta di pane dolce ricoperto di zucchero; di origine remota, risale ai tempi dei Romani e del Medioevo, viene prodotto soprattutto dai panettieri di Susa. Un altro dolce di Susa sono le lose golose prodotte dal 1958 e il Pan della Marchesa, che compare su un ricettario anch'esso del 1958, e viene diffuso in occasione del primo Torneo storico dei Borghi di Susa nel 1987. In occasione delle feste popolari in Alta Valle Susa vengono serviti i gofri. A Vaie si producono i canestrelli, dolce tipico che risale al 1600. A Chiusa di San Michele il Pane di Meliga e a Sant'Ambrogio di Torino le Paste 'd Melia 'd Sant'Ambreus, paste di meliga tipiche della zona.
Vini
I vigneti sono presenti quasi nella totalità dei comuni della bassa valle e in alcuni dell'alta, con particolari concentrazioni a Chiomonte, Giaglione, Susa e Chianocco. In Valle si produce una DOC, il Valsusa.

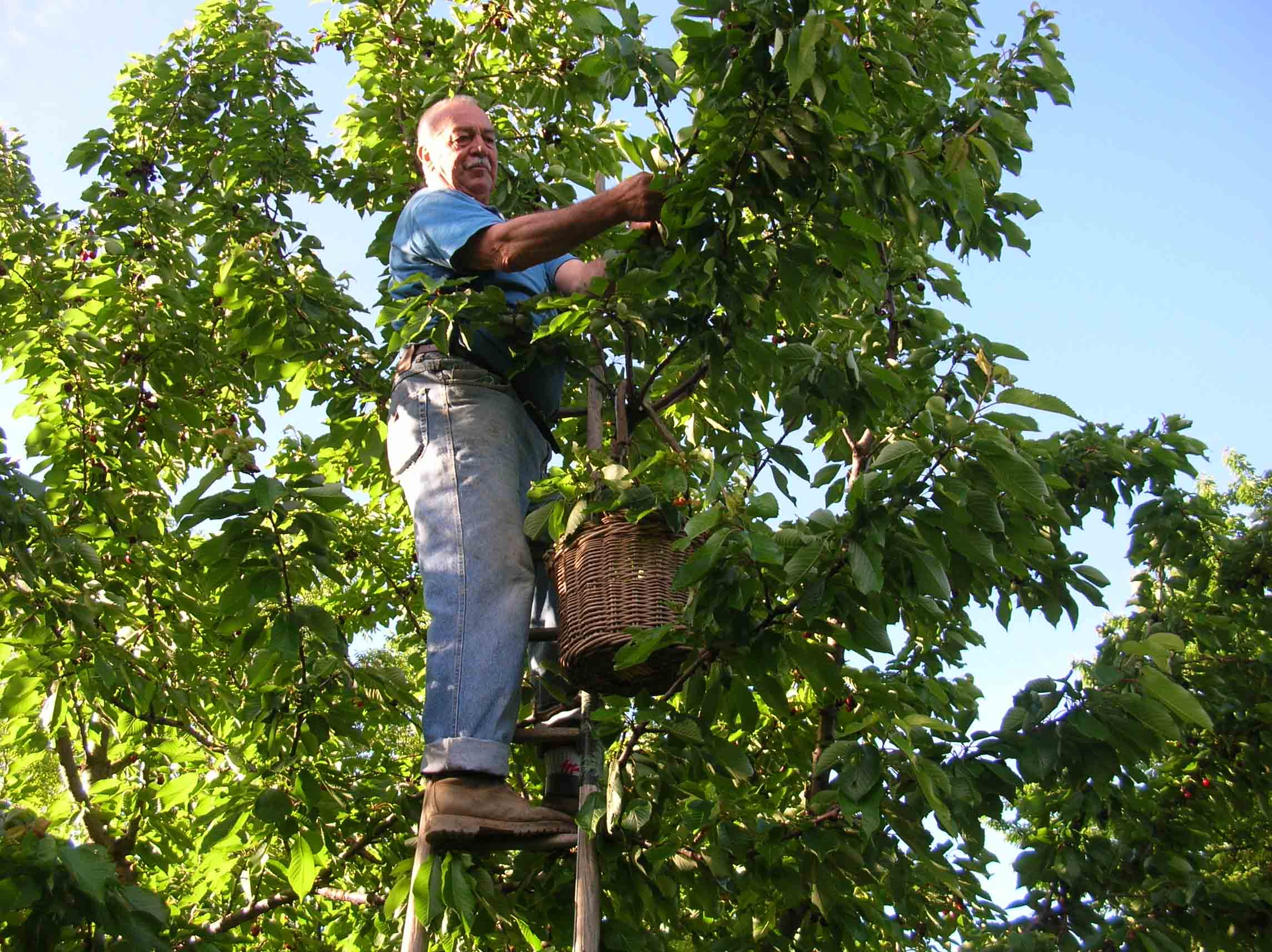
La raccolta delle ciliegie a Villar Dora

Principali vitigni sono Avanà, Carcairun, Becouet, Grisa Nera, Grisa Rousa, Baratuciat e Barbera.
Frutta
La coltivazione del melo è ancora diffusa nella Valle (dai 400 ai 900 metri). Le mele insieme alle pere facevano parte dei principali ingredienti della cucina locale a metà dell'Ottocento. Gravere, Giaglione, Mattie e Caprie erano i principali comuni dove si coltivava il melo. Dal dopoguerra a oggi la coltura si è ridotta.
È molto diffusa la coltura di ciliegie a Villar Dora, alcuni ciliegi sono presenti anche a Vaie. Della Valle molto noti sono anche i marroni presenti a San Giorio di Susa, Mattie, Villar Focchiardo e Bruzolo. In autunno si svolge la "Sagra del Marrone" a Villar Focchiardo e San Giorio di Susa a ottobre. Un'altra importante produzione della Valle sono le pesche e le susine (in particolare i Ramasin).
Miele
Nella Valle si produce un miele di qualità influenzato dal clima e da una ricca varietà di flora.
Le principali varietà di miele sono: Castagno, Flora Alpina, Millefiori, Rododendro
Liquori
Le distillerie locali, dove si producono amari e liquori a base di erbe, vantano un'antica tradizione.
I liquori tipici sono l'Eigovitto (grappa di Avanà), Grappa della Comba di Susa, Fragolina di bosco, Garus Susino, Genepy.

### Gustovalsusa
I principali prodotti enogastronomici della Valle di Susa sono degustabili nelle fiere e manifestazioni di grande richiamo turistico del calendario annuale "Gustovalsusa", volute e coordinate dagli enti locali, di massima organizzate nei fine settimana dei seguenti periodi:
Primavera
maggio: "Canestrello" a Vaie;
giugno: Vini a Borgone Susa e ciliegie a Villar Dora;
Estate
agosto: Patata di montagna a Sestriere (qui detta Festa del Pilòt) e a Mocchie, frazione di Condove, Gofri e Formaggio a Sauze d'Oulx;
settembre: "Pane e..." a Chianocco, miele a Bruzolo, Pane di meliga a Chiusa di San Michele, Patata e toma a Novalesa, Meliga day a Sant'Ambrogio di Torino;
Autunno
ottobre: Cipolle ripiene ad Almese, "Fiera franca" a Oulx, Polenta a Bussoleno, Toma a Condove, "Sagra del Marrone" a Villar Focchiardo (attestata dal 1863) e Festa del Marrone a San Giorio di Susa;
novembre: Mela a Caprie;
Inverno
dicembre: "Presepi da gustare" a Venaus.
Altre manifestazioni vengono poi organizzate durante l'anno, pur non rientrando nel calendario ufficiale "Gustovalsusa".

## Sport

### Sport invernali

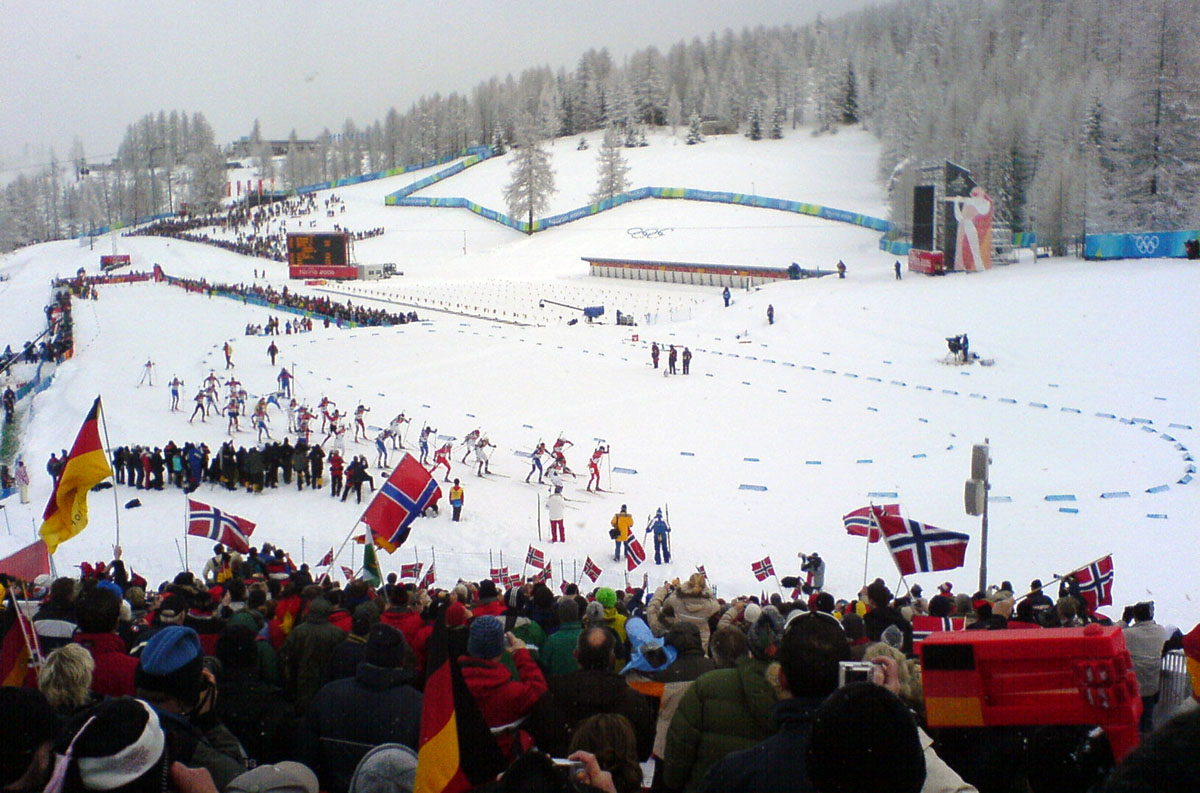
Biathlon 15 km in Cesana San Sicario

Lo sci italiano è nato sulle montagne torinesi nel novembre del 1896. Il promotore dello sci alpino italiano fu Adolfo Kind, ingegnere chimico svizzero e alpinista, residente a Torino. Nel 1896 Adolfo Kind si fece spedire due paia di ski norvegesi e dopo le esercitazioni al Valentino e al Monte dei Cappuccini, Kind salì a Giaveno e raggiunse le frazioni più alte, passando per Prà Fieul fino alla cima del Monte Cugno dell'Alpet. Nel 1899 fu la volta dei 3 000 metri: il Monte Tomba, sopra il Lago del Moncenisio.
Nel gennaio del 1906 venne inaugurata la prima stazione alpina italiana a Sauze d'Oulx, in Alta Val di Susa.
Sin dall'inizio dello scorso secolo Bardonecchia si rivelò terreno ideale per il nuovo sport. Nel 1909 furono organizzati i primi campionati italiani di sci alpino e fu costruito un trampolino. Nel 1935 venne costruito il primo impianto di risalita del comune.
Nel 1934 venne costituito ex novo il comune di Sestriere (nato con il nome Sestrierès) e dopo quarant'anni dalla scoperta del nuovo sport vennero costruiti i primi impianti di risalita del comune. Sestriere oltre a essere stata sede di Torino 2006, è un appuntamento fisso di Coppa del Mondo di sci alpino, ospitando anche i mondiali nel 1997.
La Val di Susa ha ospitato i XX Giochi olimpici invernali che si sono svolti dal 10 al 26 febbraio 2006.
Sono stati realizzati i Villaggi Olimpici di Sestriere e Bardonecchia, e la pista di Bob, Slittino e Skeleton di Cesana.
In Val di Susa si sono svolte le gare di Snowboard a Bardonecchia, Slittino, Bob e Skeleton sulla pista Cesana-Pariol, Biathlon a Cesana-Sansicario, Sci alpino (femminile) a Sansicario-Fraiteve, Freestyle a Sauze d'Oulx e Sci alpino (maschile) a Sestriere.
A Sestriere si è svolto lo Sci Alpino dei IX Giochi paralimpici invernali che si sono svolti dal 10 al 19 marzo 2006.
Torino ha ospitato nel 2007 la seconda Universiade dopo la prima estiva del 1959. Si è svolto lo Sci Alpino e lo Snowboard a Bardonecchia e il Biathlon a Cesana-Sansicario.

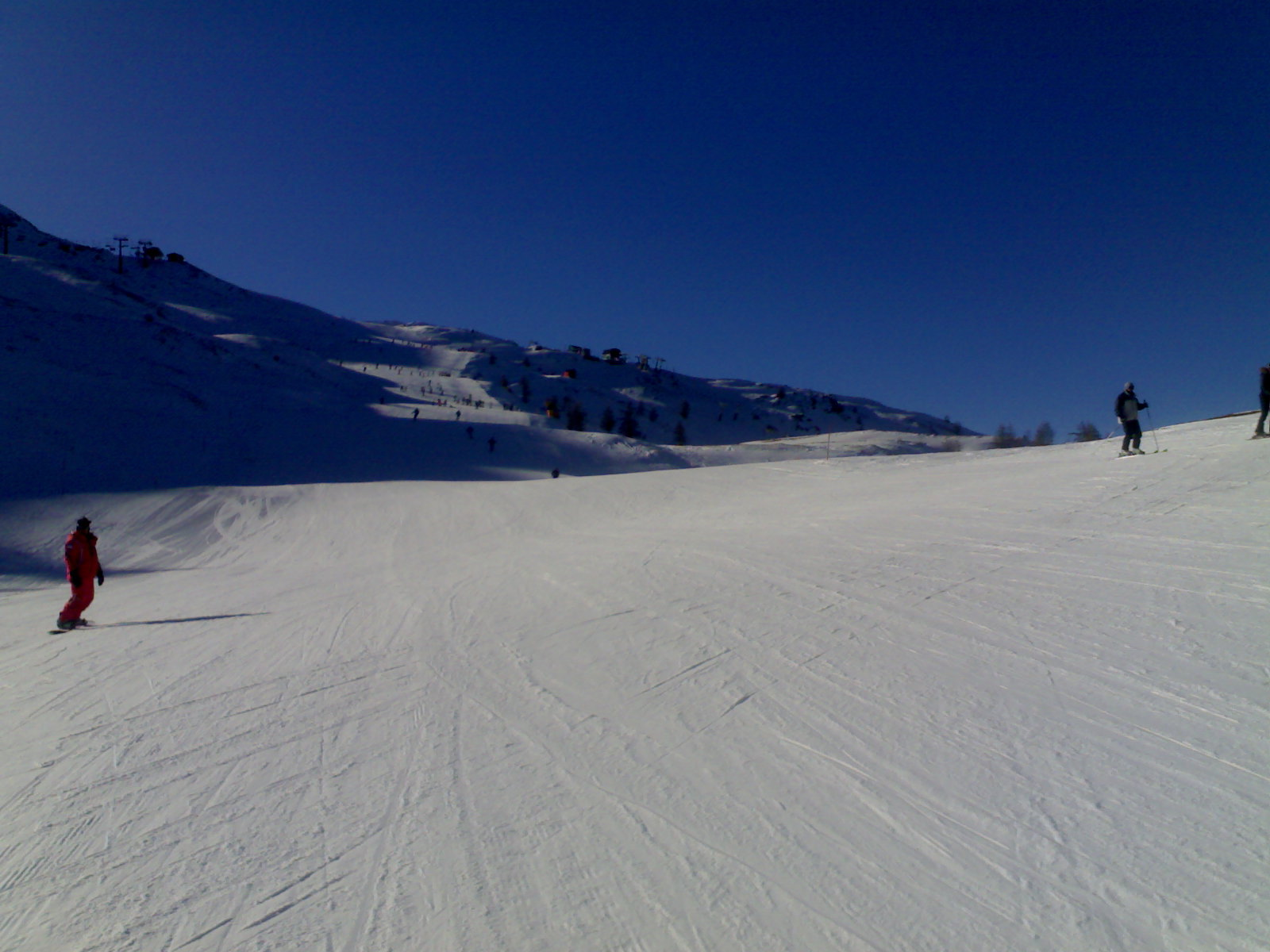
Sciatori sulle piste di Sauze d'Oulx

Il comprensorio sciistico più importante della Valle è la Via Lattea con 400 chilometri di piste ed è situato nei comuni: Sestriere, Sauze d'Oulx, Claviere, Cesana-Sansicario, Pragelato (comune situato nella Val Chisone) e Monginevro (comune situato in territorio francese). Un'altra località sciistica è Bardonecchia, con 100 chilometri di piste, è suddiviso in due comprensori: Melezet, Les Arnaud e Colomion (1 300 metri - 2 400 metri) e Jafferau (raggiunge i 2 800 metri d'altitudine).
In Val di Susa ci sono anche delle località sciistiche minori: il Pian del Frais situato a 1 500 metri nel comune di Chiomonte ha 22 chilometri di piste.
La Val di Susa offre anche piste per lo sci di fondo. Vicino al Sestriere ci sono le piste di Pragelato (situato nel fondovalle della Val Chisone) utilizzate per i XX Giochi olimpici invernali per le gare di sci di fondo e combinata nordica. A Pragelato si sono svolte anche le gare di salto con gli sci.
A Bardonecchia c'è la pista di fondo Assomont situata nella Valle Stretta, a Cesana Torinese la pista è localizzata in Val del Thuras.
La pista Cesana Pariol, dove si sono svolte le gare di Bob, Skeleton e Slittino nei XX Giochi olimpici invernali, ha ospitato anche il Campionato italiano di slittino nel 2006 e nel 2007. La struttura ospiterà il Campionato europeo di slittino il 12 gennaio e 13 gennaio 2008, la Coppa del Mondo di Bob e Skeleton dal 18 al 20 gennaio e il Mondiale di Slittino nel 2011.

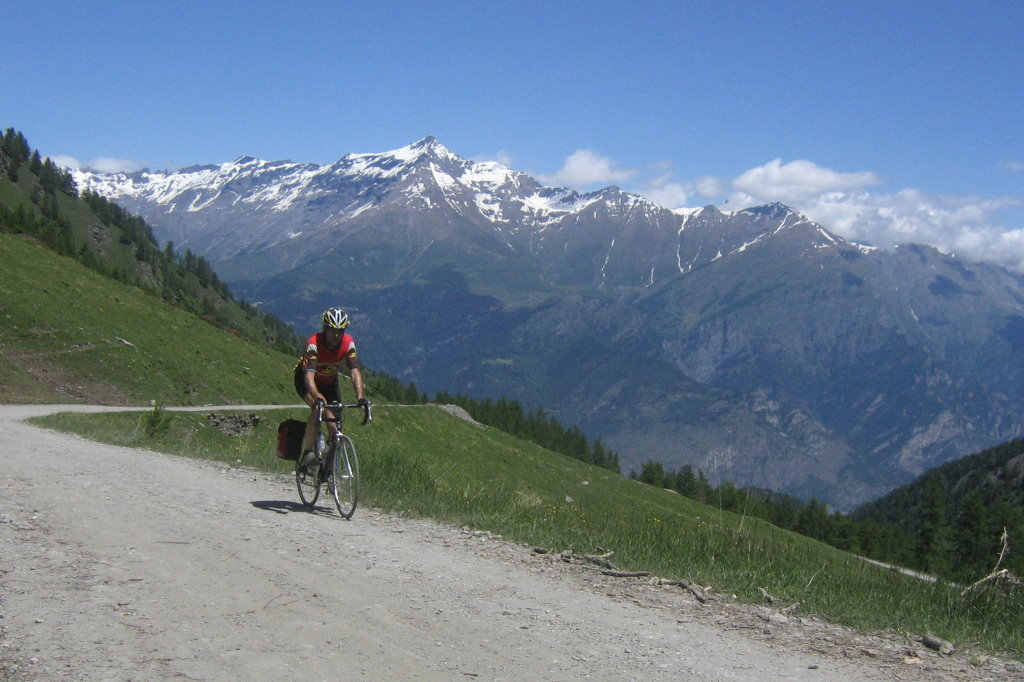
Colle delle Finestre con sullo sfondo il Rocciamelone

Nel 2018, dalle montagne della Valsusa è stata tratta la medaglia di roccia, onorificenza ideata per premiare gli undici atleti italiani giunti al quarto posto delle rispettive discipline in occasione dei Giochi invernali di Pyeongchang.

### Ciclismo
La Valle ha ospitato diverse tappe del Giro d'Italia e del Tour de France. Celebre il Colle delle Finestre, il valico alpino che collega la Val di Susa con la Val Chisone, divenuto un'importante salita per i ciclisti dopo il passaggio del Giro d'Italia del 2005. Il passo, dal versante della Val di Susa, ha una pendenza media del 9,1% e gli ultimi 8 chilometri non sono asfaltati.

### Automobilismo
In Val di Susa si svolge la Susa-Moncenisio, una corsa storica disputata per la prima volta il 27 luglio 1902. La corsa contava 22,5 chilometri e partiva da Susa fino al passo del Cenisio posto sul confine francese.
Altra celebre gara è stata quella disputata nell'ultimo quarto del XX secolo tra Cesana e Sestriere.

### Corsa in montagna
La Val di Susa ha ospitato i Campionati del mondo di corsa in montagna nel 1992.
Inoltre dal 2014 si svolge ogni luglio la Red Bull K3, una gara di velocità con partenza dal centro di Susa (Piazza Savoia) e arrivo sulla cima del Rocciamelone a 3 538 metri, unica nel suo genere per essere una Triple Vertical Kilometer; la gara è sponsorizzata dalla Red Bull e organizzata anche da Nico Valsesia.